# Arbeitslosenstatistik
Die Arbeitslosenstatistik ist eine Wirtschaftsstatistik, die das quantitative Ausmaß der Arbeitslosigkeit anhand der Anzahl der Arbeitslosen (Arbeitslosenstand) sowie der Arbeitslosenquote erfasst. Sie gilt mit der Erwerbsquote als einer der sozial bedeutendsten wirtschaftlichen Indikatoren.

## Statistische Erfassung der Arbeitslosigkeit in Deutschland
Die Arbeitslosigkeit in Deutschland wird – wie in allen EU-Mitgliedstaaten – einheitlich durch Vorgaben von Eurostat ermittelt.

### Arbeitslosenquote
Die Arbeitslosenquote (genauer: die Arbeitslosenquote auf Basis aller zivilen Erwerbspersonen) ist eine volkswirtschaftliche Kennzahl, die den Anteil der registrierten Arbeitslosen an der Summe ziviler Erwerbspersonen (das heißt alle Erwerbstätigen und Arbeitslose), welche weitgehend durch die Bevölkerungsgröße definiert ist, wiedergibt:
{\displaystyle {\text{Arbeitslosenquote}}={\frac {\text{Anzahl der registrierten Arbeitslosen}}{{\text{Anzahl der zivilen Erwerbstaetigen}}+{\text{Anzahl der registrierten Arbeitslosen}}}}}
Die Summe im Nenner wird manchmal auch als Erwerbspersonenpotential oder Arbeitskräftepotential bezeichnet, jedoch gibt es dabei unterschiedliche Definitionen, z. B. ist man nicht einfach arbeitslos, nur weil man nicht arbeitet. In die Arbeitslosenquote gehen nur Menschen ein, die meistens schon einmal selbst erwerbstätig waren. In den Zähler gehen nur registrierte Arbeitslose ein, nicht aber alle Arbeitssuchenden, wie im nachfolgenden Abschnitt aufgezeigt wird. Die Arbeitslosenquote ist ein Indikator für die Arbeitsmarkt- und Beschäftigungslage und Teil der Arbeitslosenstatistik.
(Abweichend hiervon wird auch eine zweite Arbeitslosenquote berechnet, in deren Nenner anstelle der Anzahl aller zivilen Erwerbspersonen nur die Anzahl der abhängigen zivilen Erwerbspersonen eingeht, also die Zahl aller sozialversicherungspflichtig Beschäftigten einschließlich der Auszubildenden, die geringfügig Beschäftigten, Personen in Arbeitsgelegenheiten in der Mehraufwandvariante, Beamte (ohne Soldaten) und Grenzpendler. Diese Quote liegt höher, was bereits aus der Definition folgt. Die üblicherweise in den Medien genannte Quote ist aber die weiter oben definierte Arbeitslosenquote auf Basis aller zivilen Erwerbspersonen.)

#### Arbeitslosenbestand: Offiziell registrierte Arbeitslosigkeit/Gemeldete Arbeitslosigkeit
Die Berechnung der registrierten Arbeitslosigkeit wird von der Bundesagentur für Arbeit durchgeführt. Die Definition der Zählkriterien (wer gilt als arbeitslos?) bestimmt das Bundesministerium für Arbeit und Soziales. Unter registrierter Arbeitslosigkeit wird in Deutschland allgemein die Zahl der Arbeitslosen verstanden, die bei der Bundesagentur für Arbeit nach dem SGB III bzw. einer Arbeitsgemeinschaft oder Optionskommune nach dem SGB II (Sozialgesetzbuch) arbeitslos gemeldet sind. Arbeitslos ist, wer weniger als 15 Stunden in der Woche arbeitet, aber mehr als 15 Stunden arbeiten will und jünger als das jeweilige Rentenalter ist. Darüber hinaus muss die Person dem Arbeitsmarkt zur Verfügung stehen und bereit sein, jede zumutbare Arbeit anzunehmen. Mit Verweis auf die Verfügbarkeit zählt nach § 16 Absatz 2 SGB III nicht als arbeitslos, wer an Maßnahmen der Bundesagentur für Arbeit teilnimmt (z. B. Trainingsmaßnahmen, Arbeitsgelegenheiten). Ebenfalls nicht berücksichtigt werden Personen, die arbeitsunfähig erkrankt sind.

#### Nicht in der Arbeitslosenstatistik enthaltene Unterbeschäftigung
Die offizielle Zahl der Arbeitslosen erfasst die Unterbeschäftigung nicht vollständig. Die Höhe der Untererfassung schwankt je nach Definition der Unterbeschäftigung. Das Institut für Arbeitsmarkt- und Berufsforschung (IAB) beziffert die Differenz zwischen Unterbeschäftigung und offiziell registrierter Arbeitslosigkeit im Jahr 2008 auf 1,2 Millionen Menschen bei einer registrierten Arbeitslosigkeit von rund 3,3 Millionen Menschen. Die Untererfassung setzt sich zusammen aus rund 700.000 Personen in der Stillen Reserve in Maßnahmen und rund 500.000 in der Stillen Reserve im engeren Sinne.
Im Juli 2012 betrug die Zahl aller Unterbeschäftigten einschließlich der offiziell arbeitslos Gemeldeten in Deutschland laut einer Analyse des Statistischen Bundesamts 7,4 Millionen Erwerbsfähige.
- Versteckte Arbeitslosigkeit (Stille Reserve in Maßnahmen): Sie bezieht sich auf alle erwerbsfähigen Menschen ohne Anstellung, die statistisch nicht erscheinen. Hierzu zählen in Deutschland beispielsweise Arbeitslose, die an Leistungen zur Teilhabe am Arbeitsleben teilnehmen, eine Arbeitsgelegenheit mit Mehraufwandsentschädigung haben oder unter die 58er-Regelung fallen (Arbeitslosengeldbezug ohne dem Arbeitsmarkt zur Verfügung zu stehen als Vorstufe zur Berentung). Ebenso werden alle Arbeitslosen, welche durch private Arbeitsvermittler betreut werden, nicht mehr in der offiziellen Arbeitslosenstatistik geführt.[5][6]
- Verdeckte Arbeitslosigkeit: Hierbei handelt es sich um die Situation, wenn Beschäftigte mehr aus sozialen oder verwaltungsrechtlichen Gründen einen Arbeitsplatz haben, volkswirtschaftlich oder betriebswirtschaftlich aber eigentlich als Arbeitskräfte nicht benötigt werden. Diese Formulierung wurde gegen die einstigen „Ostblockstaaten“ verwendet, weil dort offiziell Vollbeschäftigung herrschte. Es wurde aber vermutet, dass viele dieser Beschäftigten tatsächlich wenig zu tun hatten. Heutzutage wird der Begriff u. a. auch auf den Staatssektor angewandt, in dem durch Sparmaßnahmen freigesetzte Arbeitskräfte aus arbeitsrechtlichen Gründen nicht entlassen werden können und im Zentralen Personalüberhangmanagement (auch Stellenpool) „geparkt“ werden.
- Stille Reserve: Die Stille Reserve umfasst die Personen, die zwar bereit sind, eine Erwerbsarbeit anzunehmen, aber nicht offiziell als arbeitslos gemeldet sind, etwa weil kein Anspruch auf Arbeitslosengeld oder Leistungen nach dem SGB II besteht und weil Arbeitslose sich entmutigt aus dem Arbeitsmarkt zurückgezogen haben oder nur bestimmte Arbeitsplätze suchen und daher nicht den Verfügbarkeitskriterien genügen.

Stille Reserve und versteckte Arbeitslosigkeit werden mit den registrierten Arbeitslosen zu den Unterbeschäftigten zusammengefasst. Unterbeschäftigtenzahlen weisen neben verschiedenen Wirtschaftsforschungsinstituten vor allem die Bundesagentur für Arbeit (durch ihr Forschungsinstitut IAB) und die Gewerkschaften aus.
Da die korrekte Definition von Arbeitslosigkeit umstritten ist und sich nicht eindeutig festlegen lässt, ist insbesondere im SGB II verstärkt die Betrachtung der Zahl der Leistungsempfänger statt der Arbeitslosen ins Blickfeld gerückt. Dabei werden alle Empfänger von Sozialleistungen nach dem SGB II betrachtet, unabhängig davon, ob diese arbeitslos, in einer Maßnahme oder aus anderen Gründen nicht arbeitsuchend sind.

#### Registrierte Arbeitslose, die nicht arbeitssuchend sind
Die Meldung bei der Arbeitsagentur als Arbeitsloser ist Voraussetzung für den Bezug von Arbeitslosengeld und anderen Leistungen nach dem Dritten Sozialgesetzbuch. Daher melden sich auch Personen arbeitslos (und tauchen somit in der Arbeitslosenstatistik auf), die die Grundvoraussetzung, aktiv Arbeit zu suchen, nicht erfüllen. Sie tun dies aus freier Entscheidung oder weil keine andere Möglichkeit der sozialen Sicherung besteht. Letzteres trifft auf zahlreiche Betroffene zu und kann zum Beispiel bei älteren Arbeitslosen der Fall sein, deren Rentenbeantragung läuft, bei Personen, die gesundheitlich in ihrer Erwerbsfähigkeit eingeschränkt oder gar nicht erwerbsfähig sind, bei denen aber noch ein Befund aussteht, oder bei Personen, wo die Bewilligung anderer Leistungen (etwa Leistungen zur medizinischen bzw. beruflichen Rehabilitation) gerade in Bearbeitung ist oder vorläufig zurückgewiesen wurde.
In der Regel fordert die Arbeitsagentur vom Leistungsempfänger Bewerbungs- und Vorstellungsnachweise. Das Nicht-Nachweisen der aktiven Arbeitssuche kann zur Sperrung des Arbeitslosengeldes führen. Auch diese Fälle fallen dann aus der Arbeitslosenstatistik.

### Erwerbslosenquote
Die Erwerbslosenquote ist von den jeweiligen nach nationalen Kriterien festgelegten Zahlen abzugrenzen. Die Erwerbslosenquote wird in Deutschland vom Statistischen Bundesamt nach den international vergleichbaren Kriterien der ILO ermittelt und monatlich im Rahmen der „ILO-Arbeitsmarktstatistik“ veröffentlicht. Prinzipiell erfolgt die Berechnung wie bei der Arbeitslosenquote: Die Erwerbslosenquote stellt den Anteil Erwerbsloser an allen Erwerbspersonen (bestehend aus Erwerbstätigen und Erwerbslosen) dar.
Die Untersuchung des Statistischen Bundesamtes kennt die Unterschiede zwischen registrierten und nicht registrierten Arbeitslosen nicht. Im Gegensatz zu den Zahlen der Bundesagentur für Arbeit werden hier auch nicht gemeldete Arbeitssuchende erfasst. Als erwerbslos im Sinne der ILO-Statistik gilt jede Person zwischen 15 und 74 Jahren, die weniger als eine Stunde pro Woche erwerbstätig ist, sich in den vier Wochen vor der Befragung aktiv um eine Arbeitsstelle bemüht hat und für diese Arbeit binnen zwei Wochen zur Verfügung steht. Die Gesamtzahl der Erwerbslosen wird anhand einer Stichprobe hochgerechnet. Damit ist die stille Reserve automatisch erfasst, hingegen fallen geringfügig Beschäftigte heraus. Ebenso Arbeitslose, die sich allein zum Bezug von Arbeitslosengeld arbeitslos gemeldet haben. Die Erwerbslosenzahl des Statistischen Bundesamtes liegt zumeist rund eine Million unter der von der Bundesagentur für Arbeit veröffentlichten Arbeitslosenzahl (Erwerbslose im Januar 2005: 3,99 Millionen, Arbeitslose 5,04 Millionen).

### Saisonbereinigte Arbeitslosenzahl
Weil die Zahl der Arbeitslosen insbesondere durch Entlassungen im Bau- und Gaststättengewerbe und in der Landwirtschaft saisonal stark schwankt, wird von der Bundesagentur für Arbeit parallel zur Zahl der Arbeitslosen noch eine saisonbereinigte Arbeitslosenzahl vorgelegt, um jahreszeitlich unabhängige Trends bestimmen zu können. Dabei werden jahreszeitliche Einflüsse anhand der langjährigen Erfahrungen herausgerechnet. Diese Saisonbereinigung wird vom Institut für Arbeitsmarkt und Berufsforschung (IAB) durchgeführt.

### Langzeitarbeitslosigkeit

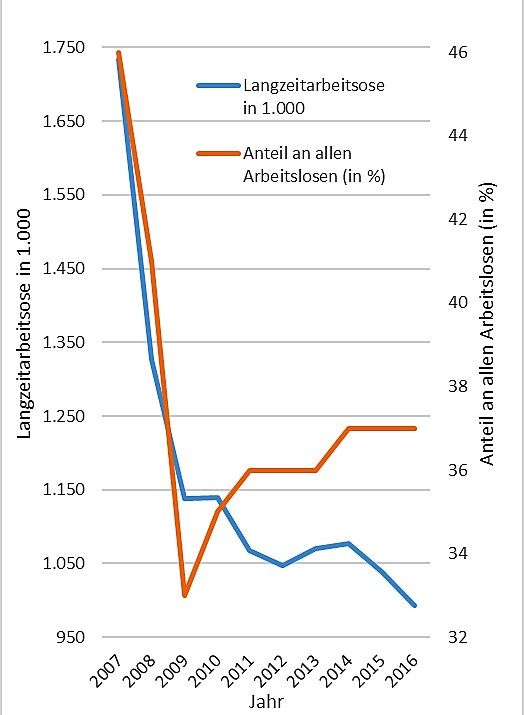
Anzahl der Langzeitarbeitslosen (in 1.000, Achse links) und Anteil an allen Arbeitslosen (in %, Achse rechts) in Deutschland. Während beide Zahlen bis 2009 in ähnlichem Maße sanken, konnten Langzeitarbeitslose danach nicht proportional vom stattfindenden Beschäftigungsaufbau profitieren.

Als Langzeitarbeitslose gelten in Deutschland Arbeitslose, die ein Jahr oder länger arbeitslos sind, § 18 SGB III.
Laut einer Studie des IAQ von 2015 gibt es unter ALG-II-Empfängern viele Langzeitarbeitslose und Menschen mit mehrfachen Vermittlungshemmnissen.
Für gesundheitliche Folgen von Langzeitarbeitslosigkeit siehe Arbeitslosigkeit#Langzeitarbeitslosigkeit.

### Jugendarbeitslosigkeit
Ein Sonderfall ist die Jugendarbeitslosigkeit, sie wird meist auf junge Menschen ab Ende der Schulpflicht bis zum 24. Lebensjahr bezogen, die sich nicht mehr in Ausbildung befinden.

### Betroffenheit von Arbeitslosigkeit und Arbeitslosigkeitsdauer
Die Arbeits-/Erwerbslosenquote dividiert die Arbeitslosenzahl durch den Bestand der Erwerbstätigen, und harmonisiert und mittelt diese Werte. Um aber Arbeitslosigkeitsepisoden besser erfassen zu können, definiert man eine Betroffenheit. Als Betroffenheit wird die Anzahl der Personen bezeichnet, die im ausgewerteten Kalenderjahr arbeitslos gemeldet waren, im Allgemeinen mindestens einen Tag. Die Betroffenheit liegt meist deutlich über dem durchschnittlichen Arbeitslosenbestand – hier werden ja einzelne Personen auch mehrfach gezählt.
Beispielsweise lag der Arbeitslosenbestand in Österreich 2010 im Jahresmittel bei 105.700 Personen (nach ILO Arbeitslosenzahl 188.200, Arbeitslosenquote 4,4 %, nach österreichischer Usance 250.800 / 6,9 %), insgesamt waren jedoch 853.700 Personen zumindest einen Tag arbeitslos vorgemerkt, sprich von Arbeitslosigkeit betroffen, wobei 528.700 im Laufe des Jahres den Weg aus der Arbeitslosigkeit fanden (knapp 2⁄3 der Betroffenen), und 466.500 in Arbeitslosigkeit gerieten (leichte Abnahme der Arbeitslosenquote). Die Größe ist also in erster Linie ein Maß für die Fluktuationen am Arbeitsmarkt, also die Arbeitsplatzsicherheit.
Auf Basis der Betroffenheit ermittelt man:
{\displaystyle {\text{Durchschnittsbestand}}={\frac {{\text{Betroffenheit }}\times \varnothing {\text{Gesamtdauer}}}{365\;({\text{bzw.}}\;366)}}={\frac {\text{Volumen der Arbeitslosigkeit}}{365\;({\text{bzw.}}\;366)}}}
Ø Gesamtdauer = durchschnittliche Dauer einer Arbeitslosigkeitsepisode
Volumen der Arbeitslosigkeit = Summe der Arbeitslosentage im Kalenderjahr
Damit sind Aussagen über das Ausmaß die Qualität der Arbeitslosigkeit möglich, also ob interimistisch zwischen zwei Arbeitsplätzen (friktionelle Arbeitslosigkeit), saisonelle (reguläre Fluktuation in Saisonbranchen), oder Langzeitarbeitslosigkeit
So lag in Österreich 2010 die mittlere Arbeitslosigkeitsdauer bei 111 Tagen, was eine Ausgewogenheit der Phänomene zeigt: Als Tourismusland ist die reguläre Saisonarbeitslosigkeit traditionell auch außerhalb des Baugewerbes hoch, hierbei gibt es aber zwei Nebensaisonen. Der Jahresdurchschnittsbestand unselbständig Beschäftigter lag bei 3.360.200, die Betroffenheit bei 853.700, das heißt im groben Schnitt war einer von vier Arbeitnehmern arbeitslosigkeitsbetroffen – tatsächlich waren nur 159.600 Personen von Langzeitarbeitslosigkeit betroffen, 80 % hatten eine Anstellung kurzfristig oder saisonell in Aussicht oder gingen in Umschulung.
Mit Betroffenheit und Dauer lassen sich dann auch detaillierte Aussagen über einzelne Bevölkerungsgruppen oder Branchen treffen.
So sinkt mit zunehmendem Alter heute in Österreich die Betroffenheit, aber die Dauer steigt (etwa 140.000/70 Tage für 20–24 Jahre und 60.000/120 Tage für 55–59 Jahre): Junge Menschen steigen in einen unsicheren, aber flexiblen Arbeitsmarkt ein, ältere Arbeitnehmer sind wenig betroffen, aber dann schwer vermittelbar: Berufserfahrung scheint zwar im Arbeitsleben gefragt, nicht aber am freien Arbeitsmarkt, was für einzelne stagnierende Branchen spricht, in denen kaum Arbeitsplätze geschaffen werden.

### Konjunkturelle und strukturelle Arbeitslosigkeit
Durch eine Korrelation der Arbeitslosenquote mit allgemeinwirtschaftlichen Indikatoren kann man denjenigen Anteil an der Gesamtarbeitslosigkeit ermitteln, der auf äußere Einflüsse des Arbeitsmarktes zurückzuführen ist, also mit schwächelnder Konjunktur steigt und mit anziehender Wirtschaft wieder verschwindet. Der restliche Anteil ist strukturbedingt, zeigt also echte Schwächen der Arbeitswelt einzelner Länder oder Regionen auf. Tatsächlich ist die Unterscheidung nicht einfach, im Zwischenfeld handelt es sich um regionale Defizite, auf Konjunkturschwankungen zu reagieren.

## Zahlen zur Arbeitslosigkeit
Die nationalen Arbeitslosenzahlen sind international nur bedingt vergleichbar, da sich die Arten der Erhebung der Arbeitslosenstatistik teils voneinander unterscheiden. Eine Ausnahme bildet die Statistik der Internationalen Arbeitsorganisation (ILO), welche die Arbeitslosigkeit stichprobenartig international auf dieselbe Weise erhebt.
Auch die Erhebung der Arbeitslosenstatistik innerhalb eines Landes kann sich in verschiedenen Zeiträumen unterscheiden, wodurch sich die Zahlen nur bedingt vergleichen lassen. So wurden zum Beispiel die Arbeitslosenzahlen 2009 in Deutschland (statistisch) deutlich gesenkt, indem extern betreute Arbeitslose nicht mehr in der Statistik mitgezählt werden.

### Weltweit
Die folgende Tabelle gibt die Arbeitslosenquote nach dem Labour-Force-Konzept (LFC) der Internationalen Arbeitsorganisation (ILO) an. Da dieses auch unbezahlt mithelfende Familienangehörige als Erwerbspersonen zählt, ist die Arbeitslosenquote der agrarischen Schwellen- und Entwicklungsländer naturgemäß niedrig (Arbeit ohne Gelderwerb in der Subsistenzwirtschaft). Es besteht also keine direkte Korrelation zwischen ILO-Arbeitslosenquote und allgemeinem Wohlstand (gemessen etwa am Bruttonationalprodukt), noch Armut.
Die Tabelle wird in 4-Prozent-Schritten eingefärbt:
| ab 24 % | ab 20 % | ab 16 % | ab 12 % | ab 8 % | ab 4 % | unter 4 % | sonstige Angaben/Zwischensummen |

| Staat              | ’08     | ’07     | ’06     | ’05     | ’00       | Kont.     |     |
| ------------------ | ------- | ------- | ------- | ------- | --------- | --------- | --- |
| Argentinien        | 7,9     | k. A.   | 9,5 4   | 10,6 4  | 15,0 4    | Amerika   | G20 |
| ASEAN              | k. A.   | 6,1     | 5,8/6,6 | k. A.   | k. A./5,0 | Asien     |     |
| Australien         | 4,2     | 4,4     | 4,8     | 5,0     | 6,4       | Oz./Aus.  | G20 |
| Brasilien          | k. A.   | k. A.   | k. A.   | k. A.   | k. A.     | Amerika   | O-5 |
| China, VR          | 4,0     | 4,0     | 4,1     | 4,2     | 3,1       | Asien     | O-5 |
| Dänemark           | 3,3     | 4,0     | 4,1     | 5,0     | 4,6       | Europa    |     |
| Deutschland        | 7,3     | 8,4     | 10,3    | 11,1 4  | (7,9) 3   | Europa    | G8  |
| Europa             | 7,1 5   | 7,2 5   | 8,3 5   | 9,0 5   | 8,8 5     | Europa    |     |
| Frankreich         | 7,4     | 8,0     | 8,8     | 8,9     | 8,5       | Europa    | G8  |
| Griechenland       | 7,7     | 8,3     | 8,8     | 9,6     | 11,2      | Europa    |     |
| Indien             | k. A.   | k. A.   | k. A.   | k. A.   | 4,1 3     | Asien     | O-5 |
| Indonesien         | 8,4     | 9,1     | 11,3    | 11,2 3  | 6,1       | Asien     | G20 |
| Italien            | 6,7     | 6,1     | 6,8     | 7,7     | 10,5      | Europa    | G8  |
| Japan              | 4,0     | 3,9     | 4,1     | 4,5     | 4,7       | Asien     | G8  |
| Kanada             | 6,1     | 6,0     | 6,3     | 6,8     | 6,8       | Amerika   | G8  |
| Liechtenstein      | (2,3) 6 | (2,9) 6 | (3,2) 6 | k. A.   | k. A.     | Europa    |     |
| Luxemburg          | 4,9     | 4,2     | (4,6) 4 | (4,4) 4 | (2,7) 4   | Europa    |     |
| Malaysia           | 3,3     | 3,2     | 3,3     | 3,5     | 3,0       | Asien     |     |
| Mexiko             | 3,5     | 3,4     | 3,2     | 3,5     | 2,6       | Amerika   | O-5 |
| NAFTA              | k. A.   | k. A.   | k. A.   | k. A.   | k. A.     | Amerika   |     |
| Neuseeland         | 4,2     | 3,7     | 3,8     | 3,8     | 5,3       | Oz./Aus.  |     |
| Niederlande        | 2,8     | 3,2     | 4,2     | 5,1     | 3,1       | Europa    |     |
| Norwegen           | 2,5     | 2,5     | 3,4 4   | 4,6     | 3,4       | Europa    |     |
| Österreich         | 3,8     | 4,4     | 4,7     | 5,2 4   | 3,6 4     | Europa    |     |
| Philippinen        | 7,2     | 7,3     | 8,0     | 7,8 4   | 11,2 4    | Asien     |     |
| Polen              | 7,1     | 9,6     | 13,8    | 17,1    | 18,2 4    | Europa    |     |
| Rumänien           | 5,8     | 6,4     | 7,3     | 7,2     | 7,1 4     | Europa    |     |
| Russland           | 6,3     | 6,1     | 7,2     | 7,2     | 9,8       | As. /Eur. | G8  |
| Saudi-Arabien      | 5,1     | 5,7     | 6,3 3   | k. A.   | 4,6       | Asien     | G20 |
| Schweden           | 6,2     | 6,1     | 5,4     | 6,0 4   | 4,7 4     | Europa    |     |
| Schweiz            | 3,4     | 3,6     | 4,0     | 4,4     | 2,7       | Europa    |     |
| Singapur           | 4,0     | 4,0     | 4,5     | 5,6     | k. A.     | Asien     |     |
| Spanien            | 11,3    | 8,3     | 8,5     | 9,2 4   | 13,9 4    | Europa    |     |
| Südafrika          | 22,9 2  | 23,0    | 25,5    | 26,7    | 25,4      | Afrika    | O-5 |
| Südkorea           | 3,2     | 3,2     | 3,5     | 3,7     | 4,4 2     | Asien     | G20 |
| China, Rep.        | 4,1     | 3,9     | 3,9     | 4,1     | 5,2       | Asien     |     |
| Thailand           | 1,2     | 1,2     | 1,2     | 1,4     | 2,4       | Asien     |     |
| Türkei             | 11,0    | 10,3    | 9,9     | 10,3    | 6,5       | As. /Eur. | G20 |
| Vereinigtes Kgr.   | 5,7     | 5,3     | 5,4     | 4,6     | 5,4       | Europa    | G8  |
| Vereinigte Staaten | 5,8     | 4,6     | 4,6     | 5,1     | 4,0       | Amerika   | G8  |

Quelle: ILO LABORSTA (konsolidierte Daten bis 2008)

### Europäische Union
Die Tabelle wird in 4-Prozent-Schritten eingefärbt:
| ab 24 % | ab 20 % | ab 16 % | ab 12 % | ab 8 % | ab 4 % | unter 4 % | sonstige Angaben/Zwischensummen |

| #  | Land                   | Juli 2019 | Juni 2019         | Jahresmittelwert | Jahresmittelwert | Jahresmittelwert | Jahresmittelwert | Jahresmittelwert | Jahresmittelwert | Jahresmittelwert | Jahresmittelwert | Jahresmittelwert | Jahresmittelwert |
| #  | Land                   | Juli 2019 | Juni 2019         | 2018             | 2017             | 2016             | 2015             | 2014             | 2013             | 2012             | 2011             | 2010             | 2009             |
| -- | ---------------------- | --------- | ----------------- | ---------------- | ---------------- | ---------------- | ---------------- | ---------------- | ---------------- | ---------------- | ---------------- | ---------------- | ---------------- |
| 1  | Tschechien             | 2,1 %     | 1,9 %             | 2,2 %            | 2,9 %            | 4,0 %            | 5,1 %            | 6,1 %            | 7,0 %            | 7,0 %            | 6,7 %            | 7,3 %            | 6,7 %            |
| ** | Japan                  | n. a.     | 2,3 %             | 2,4 %            | 2,8 %            | 3,1 %            | 3,4 %            | 3,6 %            | 4,0 %            | 4,3 %            | 4,6 %            | 5,1 %            | 5,1 %            |
| 2  | Deutschland            | 3,0 %     | 3,1 %             | 3,4 %            | 3,8 %            | 4,1 %            | 4,6 %            | 5,0 %            | 5,2 %            | 5,5 %            | 5,9 %            | 7,1 %            | 7,8 %            |
| 3  | Polen                  | 3,3 %     | 3,3 %             | 3,3 %            | 4,9 %            | 6,2 %            | 7,5 %            | 9,0 %            | 10,3 %           | 10,1 %           | 9,7 %            | 9,6 %            | 8,2 %            |
| 4  | Niederlande            | 3,4 %     | 3,4 %             | 3,8 %            | 4,9 %            | 6,0 %            | 6,9 %            | 7,4 %            | 7,3 %            | 5,3 %            | 4,4 %            | 4,5 %            | 3,7 %            |
| 5  | Malta                  | 3,4 %     | 3,4 %             | 3,4 %            | 4,6 %            | 5,2 %            | 5,4 %            | 5,9 %            | 6,4 %            | 6,3 %            | 6,5 %            | 6,9 %            | 6,9 %            |
| 6  | Ungarn                 | n. a.     | 3,5 %             | 3,7 %            | 4,2 %            | 5,1 %            | 6,8 %            | 7,7 %            | 10,2 %           | 10,9 %           | 10,9 %           | 11,2 %           | 10,0 %           |
| *  | Norwegen               | n. a.     | 3,6 %             | 3,9 %            | 4,2 %            | 4,8 %            | 4,4 %            | 3,5 %            | 3,5 %            | 3,2 %            | 3,3 %            | 3,5 %            | 3,1 %            |
| 7  | Vereinigtes Königreich | n. a.     | 3,6 % (Mai 2019)  | 4,4 %            | 4,4 %            | 4,9 %            | 5,3 %            | 6,2 %            | 7,5 %            | 7,9 %            | 8,0 %            | 7,8 %            | 7,6 %            |
| ** | Vereinigte Staaten     | 3,7 %     | 3,7 %             | 3,9 %            | 4,4 %            | 4,9 %            | 5,3 %            | 6,2 %            | 7,4 %            | 8,1 %            | 8,9 %            | 9,6 %            | 9,3 %            |
| 8  | Rumänien               | 3,9 %     | 3,8 %             | 4,2 %            | 4,9 %            | 5,9 %            | 6,8 %            | 7,1 %            | 6,8 %            | 7,0 %            | 7,4 %            | 7,3 %            | 6,9 %            |
| 9  | Österreich             | 4,4 %     | 4,5 %             | 4,9 %            | 5,5 %            | 6,0 %            | 5,7 %            | 5,6 %            | 5,4 %            | 4,3 %            | 4,2 %            | 4,4 %            | 4,8 %            |
| 10 | Slowenien              | 4,5 %     | 4,5 %             | 5,1 %            | 6,6 %            | 8,0 %            | 9,0 %            | 9,7 %            | 10,1 %           | 8,9 %            | 8,2 %            | 7,3 %            | 5,9 %            |
| 11 | Bulgarien              | 4,5 %     | 4,5 %             | 5,2 %            | 6,2 %            | 7,6 %            | 9,2 %            | 11,4 %           | 13,0 %           | 12,3 %           | 11,3 %           | 10,2 %           | 06,8 %           |
| 12 | Dänemark               | 4,6 %     | 4,6 %             | 5,0 %            | 5,7 %            | 6,2 %            | 6,2 %            | 6,6 %            | 7,0 %            | 7,5 %            | 7,6 %            | 7,4 %            | 6,0 %            |
| 13 | Estland                | n. a.     | 04,6 %            | 05,4 %           | 05,8 %           | 06,8 %           | 06,2 %           | 07,4 %           | 08,6 %           | 10,0 %           | 12,5 %           | 16,9 %           | 13,8 %           |
| 14 | Irland                 | 05,3 %    | 05,3 %            | 05,8 %           | 06,7 %           | 07,9 %           | 09,4 %           | 11,3 %           | 13,1 %           | 14,7 %           | 14,7 %           | 13,7 %           | 11,9 %           |
| 15 | Slowakei               | 05,3 %    | 05,4 %            | 06,5 %           | 08,1 %           | 09,7 %           | 11,5 %           | 13,2 %           | 14,2 %           | 14,0 %           | 13,7 %           | 14,4 %           | 12,0 %           |
| 16 | Belgien                | 5,7 %     | 5,6 %             | 6,0 %            | 7,1 %            | 7,8 %            | 8,5 %            | 8,5 %            | 8,4 %            | 7,6 %            | 7,2 %            | 8,3 %            | 7,9 %            |
| 17 | Luxemburg              | 5,7 %     | 5,7 %             | 5,5 %            | 5,6 %            | 6,3 %            | 6,5 %            | 5,9 %            | 5,9 %            | 5,1 %            | 4,8 %            | 4,6 %            | 5,1 %            |
|    | EU28 bis 2013 EU27     | 6,3 %     | 6,3 %             | 6,8 %            | 7,6 %            | 8,5 %            | 9,4 %            | 10,2 %           | 10,9 %           | 10,4 %           | 9,7 %            | 9,7 %            | 9,0 %            |
| 18 | Litauen                | 6,4 %     | 6,2 %             | 6,2 %            | 7,1 %            | 7,9 %            | 9,1 %            | 10,7 %           | 11,8 %           | 13,4 %           | 15,3 %           | 17,8 %           | 13,7 %           |
| 19 | Lettland               | 6,5 %     | 6,5 %             | 7,4 %            | 8,7 %            | 9,6 %            | 9,9 %            | 9,9 %            | 11,9 %           | 15,0 %           | 16,2 %           | 18,7 %           | 17,1 %           |
| 20 | Portugal               | 6,5 %     | 6,6 %             | 7,0 %            | 9,0 %            | 11,2 %           | 12,6 %           | 14,1 %           | 16,4 %           | 15,8 %           | 12,9 %           | 12,0 %           | 10,6 %           |
| 21 | Finnland               | 6,7 %     | 6,6 %             | 7,4 %            | 8,6 %            | 8,8 %            | 9,4 %            | 8,7 %            | 8,2 %            | 7,7 %            | 7,8 %            | 8,4 %            | 8,2 %            |
| 22 | Zypern                 | 7,0 %     | 7,2 %             | 8,4 %            | 11,1 %           | 13,0 %           | 15,0 %           | 16,1 %           | 15,9 %           | 11,9 %           | 7,9 %            | 6,2 %            | 5,3 %            |
| 23 | Schweden               | 7,1 %     | 6,7 %             | 6,3 %            | 6,7 %            | 6,9 %            | 7,4 %            | 7,9 %            | 8,0 %            | 8,0 %            | 7,8 %            | 8,4 %            | 8,3 %            |
| 24 | Kroatien               | 7,1 %     | 7,1 %             | 8,4 %            | 11,1 %           | 13,3 %           | 16,1 %           | 17,3 %           | 17,3 %           | 16,1 %           | 0n. a.           | 0n. a.           | 0n. a.           |
| 25 | Frankreich             | 8,5 %     | 8,5 %             | 9,1 %            | 9,4 %            | 10,1 %           | 10,4 %           | 10,3 %           | 10,3 %           | 9,8 %            | 9,6 %            | 9,8 %            | 9,5 %            |
| 26 | Italien                | 9,9 %     | 9,8 %             | 10,6 %           | 11,2 %           | 11,7 %           | 11,9 %           | 12,7 %           | 12,1 %           | 10,7 %           | 8,4 %            | 8,4 %            | 7,8 %            |
|    | EU15                   | 0n. a.    | 0n. a.            | 0n. a.           | 0n. a.           | 0n. a.           | 0n. a.           | 10,5 %           | 11,1 %           | 10,6 %           | 9,7 %            | 9,6 %            | 9,2 %            |
| 27 | Spanien                | 13,9 %    | 14,0 %            | 15,3 %           | 17,2 %           | 19,6 %           | 22,1 %           | 24,5 %           | 26,1 %           | 24,8 %           | 21,7 %           | 20,1 %           | 18,0 %           |
| 28 | Griechenland           | n. a.     | 17,2 % (Mai 2019) | 19,3 %           | 21,5 %           | 23,6 %           | 24,9 %           | 26,5 %           | 27,5 %           | 24,5 %           | 17,7 %           | 12,6 %           | 9,5 %            |

* Kein EU-Mitglied, aber Teil des Europäischen Wirtschaftsraums.
** Weder EU-Mitglied noch Teil des Europäischen Wirtschaftsraums, aber als führendes Industrieland vergleichsweise aufgeführt.
Anmerkung: Bei Nichtverfügbarkeit der jeweils aktuellsten Daten erfolgte die Einordnung gemäß den jüngsten verfügbaren, aufgelisteten Daten.

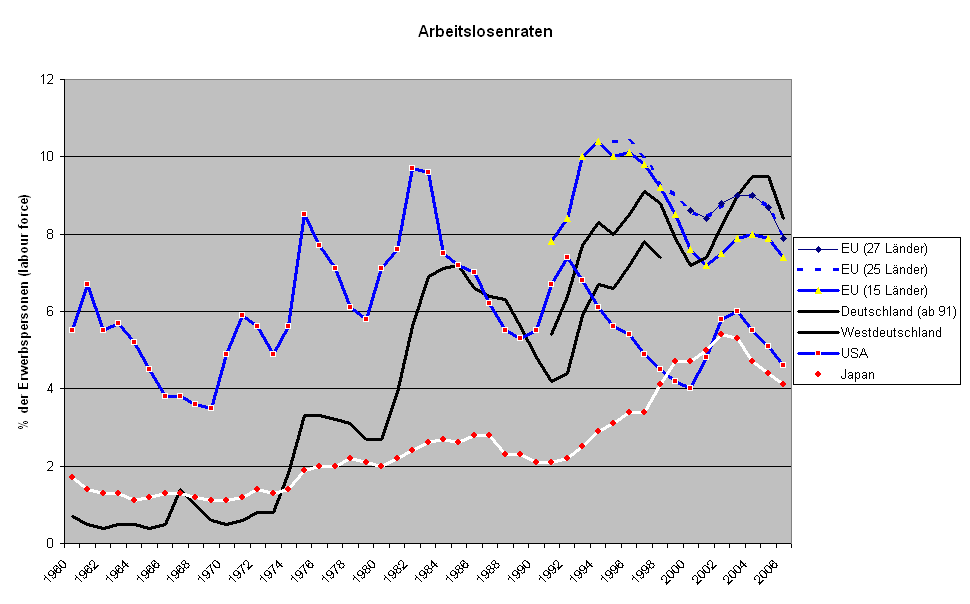
Arbeitslosigkeit in der Triade, Link zur BMGS-Quelle siehe unten

Quelle
| Land             | ’85  | <25  | ≥25  | ’90  |   | <25  |   | ≥25  |   | ’95  |   | <25  |   | ≥25  |   | 2000 |   | <25  |   | ≥25  |   | 2008 |  | <25  |  | ≥25 |  | 2011 |  | <25  |   | ≥25  |   |
| ---------------- | ---- | ---- | ---- | ---- | - | ---- | - | ---- | - | ---- | - | ---- | - | ---- | - | ---- | - | ---- | - | ---- | - | ---- |  | ---- |  | --- |  | ---- |  | ---- | - | ---- | - |
| Belgien          | 11,3 | 23,6 | 9,0  | 7,3  | ↓ | 14,5 | ↓ | 6,2  | ↓ | 9,3  | ↑ | 21,5 | ↑ | 7,9  | ↑ | 8,4  | ↓ | 23,0 | ↑ | 6,9  | ↓ | –    |  | 18,0 |  | 5,9 |  | –    |  | 18,7 | ↑ | 6,1  | ↑ |
| Dänemark         | 7,8  | 11,5 | 6,8  | 8,3  | ↑ | 11,5 | – | 7,6  | ↑ | 7,0  | ↓ | 9,9  | ↓ | 6,3  | ↓ | 5,0  | ↓ | 8,4  | ↓ | 4,4  | ↓ | –    |  | 8,0  |  | 2,6 |  | –    |  | 14,2 | ↑ | 6,5  | ↑ |
| Deutschland      | 6,9  | 9,8  | 6,1  | 4,9  | ↓ | 4,6  | ↓ | 5,0  | ↓ | 8,2  | ↑ | 8,5  | ↑ | 8,1  | ↑ | 8,2  | – | 9,0  | ↑ | 8,0  | ↓ | –    |  | 10,6 |  | 7,2 |  | –    |  | 8,6  | ↓ | 5,7  | ↓ |
| Finnland         | 5,0  | 9,1  | 4,2  | 3,4  | ↓ | 6,4  | ↓ | 2,9  | ↓ | 17,0 | ↑ | 41,2 | ↑ | 13,8 | ↑ | 9,6  | ↓ | 21,4 | ↓ | 7,8  | ↓ | –    |  | 16,5 |  | 5,0 |  | –    |  | 20,1 | ↑ | 6,2  | ↑ |
| Frankreich       | 10,3 | 25,8 | 7,2  | 9,4  | ↓ | 19,8 | ↓ | 7,7  | ↑ | 11,9 | ↑ | 27,1 | ↑ | 10,1 | ↑ | 8,9  | ↓ | 18,8 | ↓ | 7,8  | ↓ | –    |  | 18,6 |  | 6,1 |  | –    |  | 22,1 | ↑ | 7,9  | ↑ |
| Griechenland     | 7,8  | 23,9 | 5,2  | 7,0  | ↓ | 23,2 | ↓ | 4,4  | ↓ | 9,1  | ↑ | 27,9 | ↑ | 6,5  | ↑ | –    |   | –    |   | –    |   | –    |  | 22,1 |  | 6,7 |  | –    |  | 44,4 | ↑ | 16,0 | ↑ |
| Vereinigtes Kgr. | 11,5 | 18,2 | 9,5  | 7,0  | ↓ | 10,4 | ↓ | 6,1  | ↓ | 8,7  | ↑ | 15,5 | ↑ | 7,4  | ↑ | 8,5  | ↓ | 12,6 | ↓ | 4,2  | ↓ | –    |  | 15,0 |  | 4,0 |  | –    |  | 21,1 | ↑ | 5,9  | ↑ |
| Irland           | 18,0 | 25,1 | 15,4 | 14,1 | ↓ | 19,8 | ↓ | 12,5 | ↓ | 12,0 | ↓ | 19,0 | ↓ | 10,3 | ↓ | 4,1  | ↓ | 5,6  | ↓ | 3,8  | ↓ | –    |  | 12,7 |  | 5,0 |  | –    |  | 29,4 | ↑ | 13,0 | ↑ |
| Italien          | 9,5  | 32,2 | 4,5  | 9,8  | ↑ | 29,0 | ↓ | 5,9  | ↑ | 11,8 | ↑ | 32,8 | ↑ | 8,4  | ↑ | 10,7 | ↓ | 31,9 | ↓ | 7,9  | ↓ | –    |  | 21,3 |  | 5,6 |  | –    |  | 29,1 | ↑ | 7,0  | ↑ |
| Luxemburg        | 3,0  | 6,5  | 2,0  | 1,6  | ↓ | 3,6  | ↓ | 1,3  | ↓ | 2,9  | ↑ | 7,2  | ↑ | 2,3  | ↑ | 2,1  | ↓ | 5,7  | ↓ | 1,7  | ↓ | –    |  | 17,9 |  | 4,0 |  | –    |  | 16,8 | ↓ | 4,1  | ↑ |
| Niederlande      | 10,5 | 17,7 | 8,7  | 7,8  | ↓ | 11,4 | ↓ | 6,8  | ↓ | 7,2  | ↓ | 12,1 | ↑ | 6,1  | ↓ | 2,8  | ↓ | 5,1  | ↓ | 2,4  | ↓ | –    |  | 5,3  |  | 2,2 |  | –    |  | 7,6  | ↑ | 3,8  | ↑ |
| Österreich ∗     | –    | –    | –    | –    |   | –    |   | –    |   | 4,3  |   | 5,9  |   | 4,1  |   | 3,2  | ↓ | 4,4  | ↓ | 3,0  | ↓ | –    |  | 8,0  |  | 3,2 |  | –    |  | 8,3  | ↑ | 3,5  | ↑ |
| Portugal ∗       | –    | –    | –    | 4,7  |   | 10,4 |   | 3,2  |   | 7,1  | ↑ | 16,0 | ↑ | 5,5  | ↑ | 4,1  | ↓ | 8,5  | ↓ | 3,4  | ↓ | –    |  | 16,4 |  | 7,2 |  | –    |  | 30,1 | ↑ | 11,8 | ↑ |
| Schweden         | 2,8  | 5,8  | 2,3  | 1,7  | ↓ | 3,8  | ↓ | 1,3  | ↓ | 8,1  | ↑ | 19,0 | ↑ | 6,7  | ↑ | 5,6  | ↓ | 10,5 | ↓ | 5,0  | ↓ | –    |  | 20,2 |  | 4,2 |  | –    |  | 22,9 | ↑ | 5,3  | ↑ |
| Spanien ∗        | –    | –    | –    | 16,3 |   | 31,8 |   | 12,4 |   | 22,7 | ↑ | 41,7 | ↑ | 18,7 | ↑ | 13,6 | ↓ | 25,0 | ↓ | 11,6 | ↓ | –    |  | 24,6 |  | 9,8 |  | –    |  | 46,4 | ↑ | 19,5 | ↑ |
| Tschechien ∗     | –    | –    | –    | –    |   | –    |   | –    |   | –    |   | –    |   | –    |   | –    |   | –    |   | –    |   | –    |  | 9,9  |  | 4,0 |  | –    |  | 18,0 | ↑ | 5,9  | ↑ |
| Polen ∗          | –    | –    | –    | –    |   | –    |   | –    |   | –    |   | –    |   | –    |   | –    |   | –    |   | –    |   | –    |  | 17,3 |  | 6,0 |  | –    |  | 25,8 | ↑ | 8,1  | ↑ |
| Schweiz          | –    | –    | –    | –    |   | –    |   | –    |   | –    |   | –    |   | –    |   | –    |   | –    |   | –    |   | –    |  | 7,0  |  | 2,8 |  | –    |  | 7,7  | ↑ | 3,6  | ↑ |

Quelle: DIW 2001 DIW 2012

### Deutschland
Für die Arbeitslosenzahlen in Deutschland muss berücksichtigt werden, dass die Definition der Arbeitslosigkeit der Bundesagentur für Arbeit erheblich von der Eurostat-Definition (ILO-Arbeitsmarktstatistik) abweicht. Arbeitslosenzahlen aus Deutschland sind daher kaum für einen Vergleich mit dem Ausland geeignet.
So wurden z. B. bereits im Januar 2008 § 53a SGB II eingeführt, wonach erwerbsfähige Hilfebedürftige, die nach Vollendung des 58. Lebensjahres mindestens für die Dauer von zwölf Monaten Leistungen der Grundsicherung für Arbeitsuchende bezogen haben, ohne dass ihnen eine sozialversicherungspflichtige Beschäftigung angeboten worden ist, nach Ablauf dieses Zeitraums nicht als arbeitslos gelten. 2016 waren dies 162.600 Personen.
Zudem tauchen auch alle Teilnehmer arbeitsmarktpolitischer Maßnahmen nicht in der Arbeitslosenstatistik auf, auch nicht kranke Arbeitslose, Arbeitslose in Weiterbildungen oder Arbeitslose deren Leistungen sanktioniert wurden.
Durch die ständig veränderte Zählweise sind im Wesentlichen nicht einmal die Zahlen der letzten Jahre vergleichbar. 2009 kam die Regelung hinzu, dass Arbeitslose nicht gezählt werden, für die – auf Basis eines Gutscheins – private Arbeitsvermittler tätig werden.

#### Aktuelle Arbeitslosenzahlen für Deutschland

Arbeitslosigkeit in den Kreisen
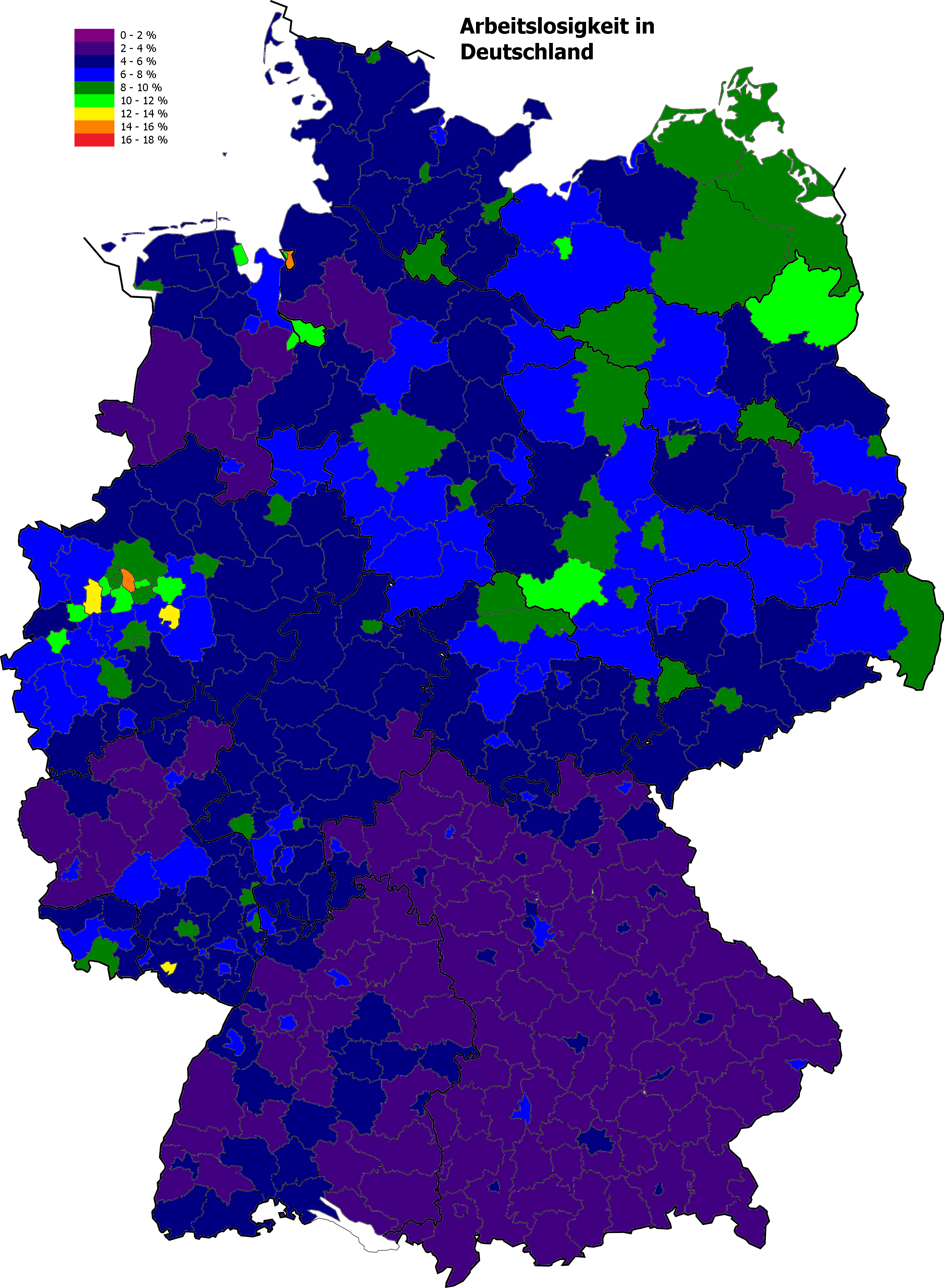
Oktober 2024 Bund: 6,0 % West: 5,6 % Ost: 7,4 %
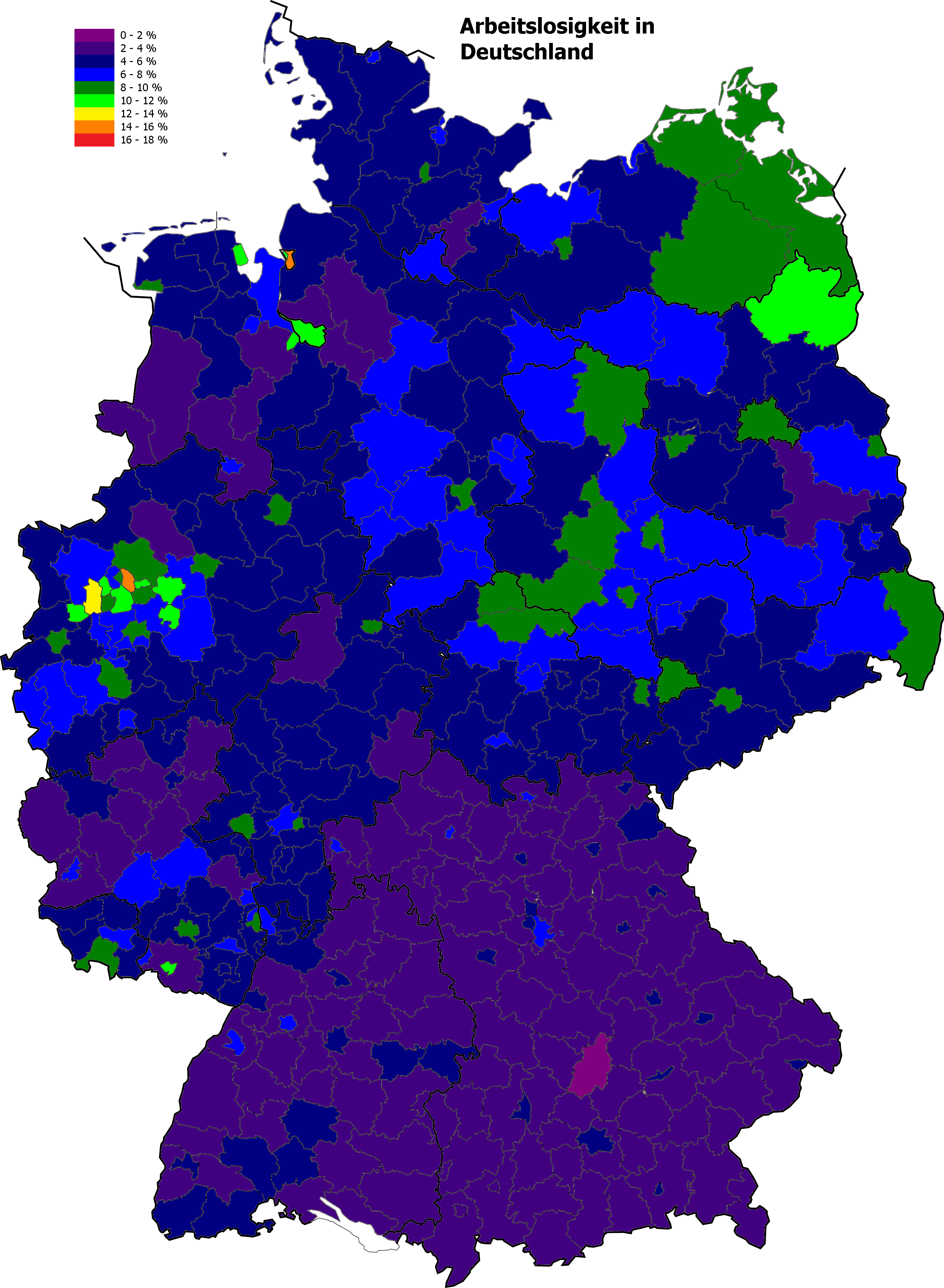
Oktober 2023 Bund: 5,7 % West: 5,3 % Ost: 7,1 %
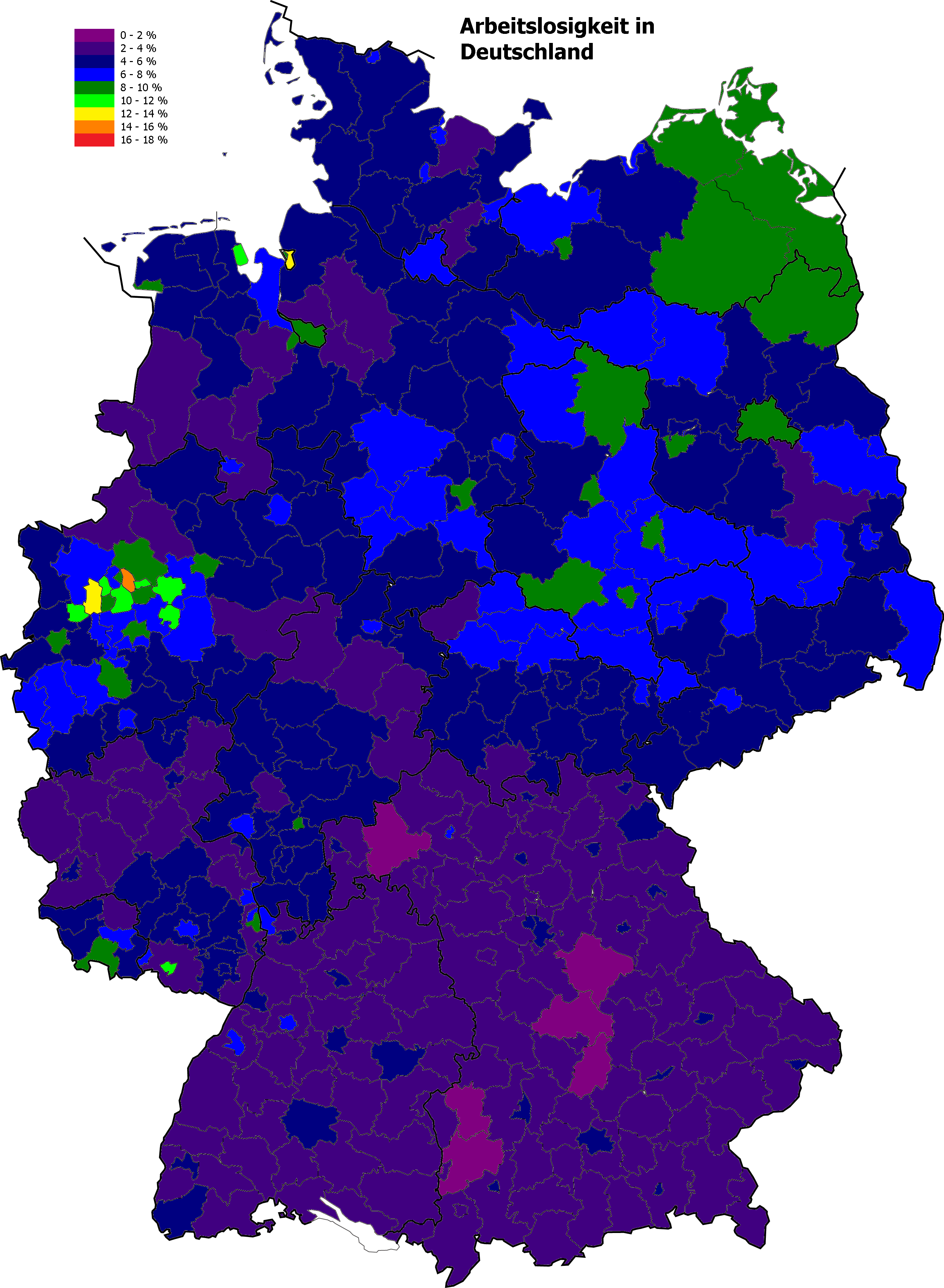
Oktober 2022 Bund: 5,3 % West: 5,0 % Ost: 6,7 %
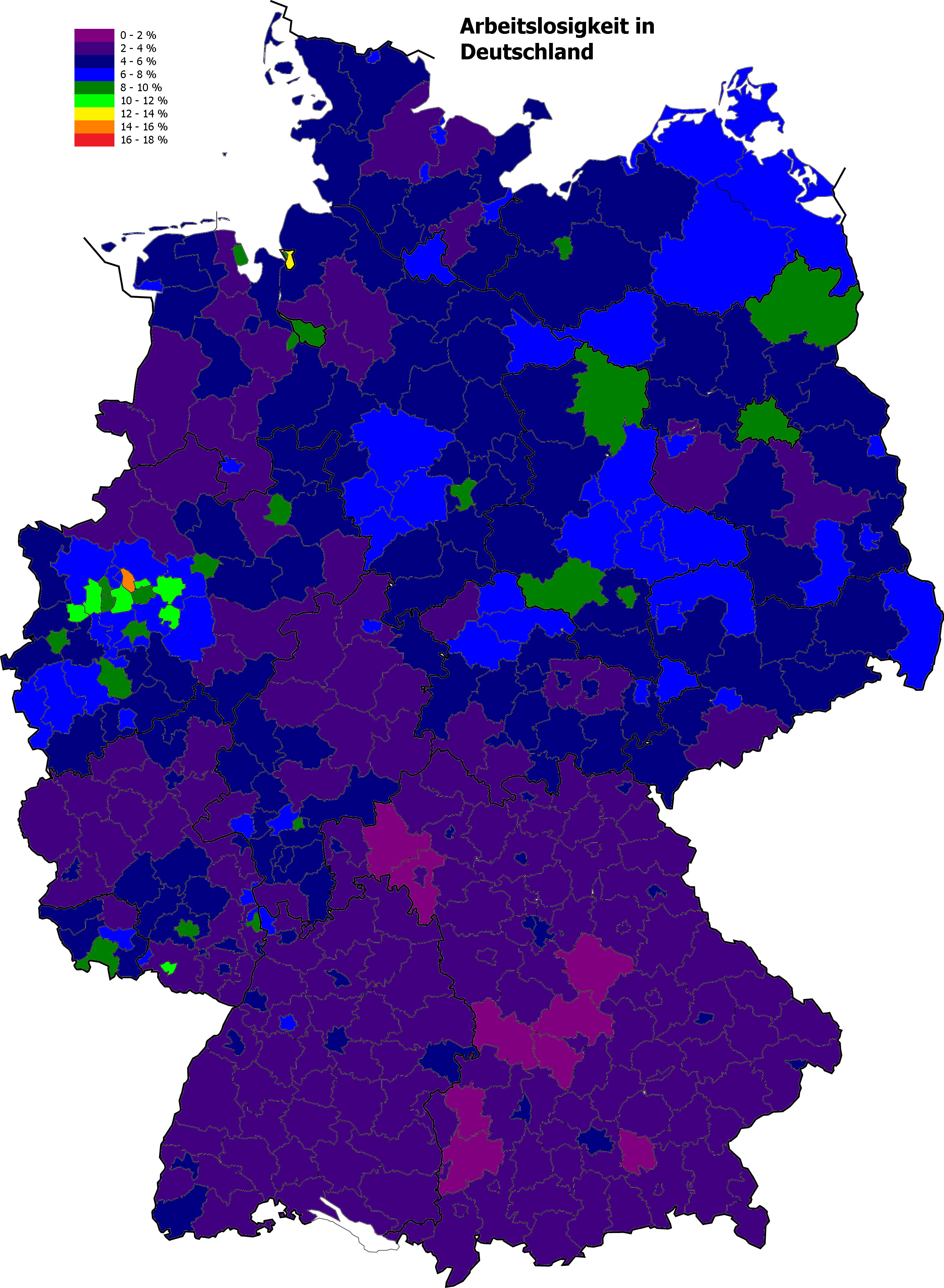
Oktober 2021 Bund: 5,2 % West: 4,9 % Ost: 6,5 %
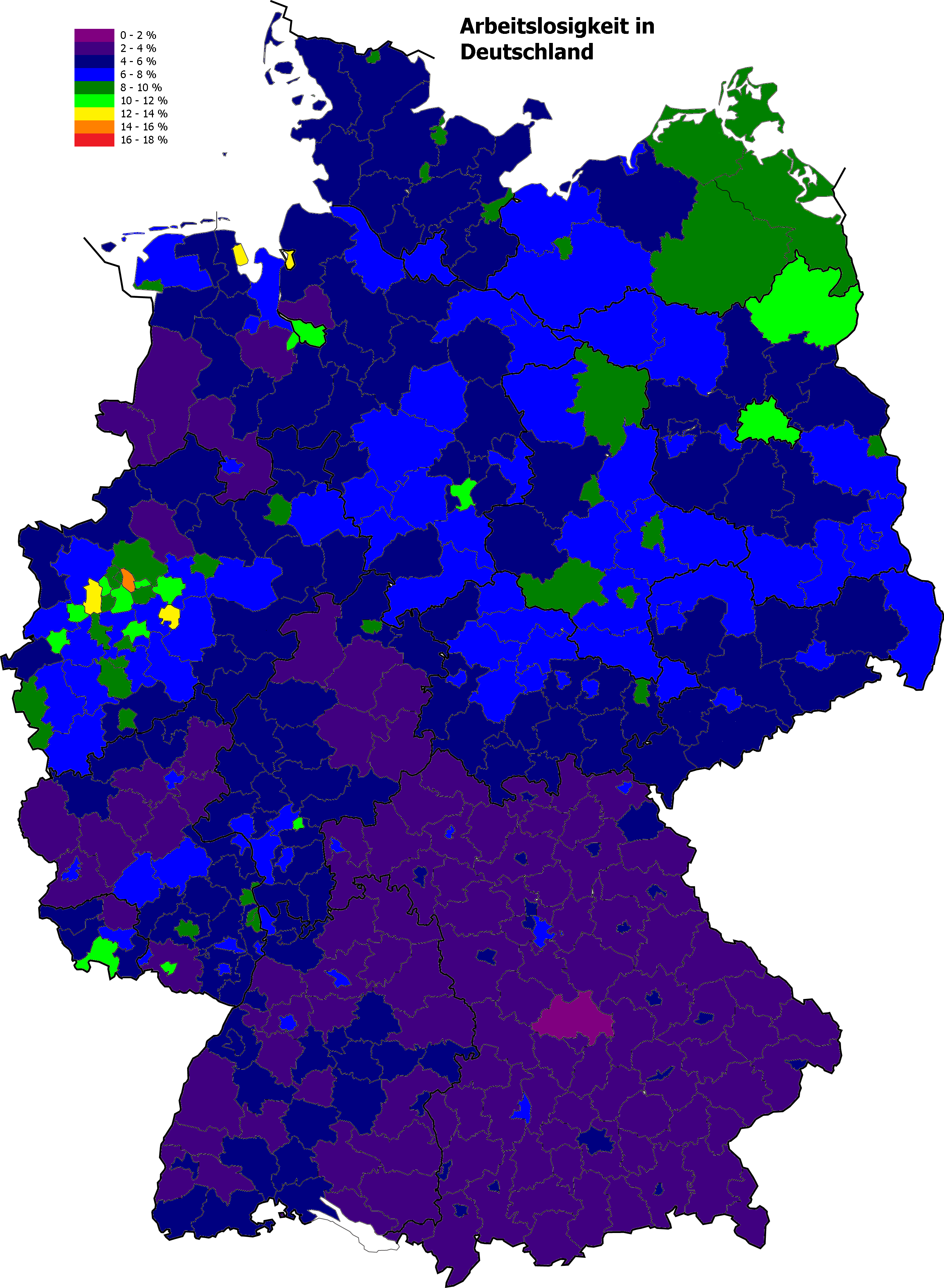
Oktober 2020 Bund: 6,0 % West: 5,7 % Ost: 7,4 %
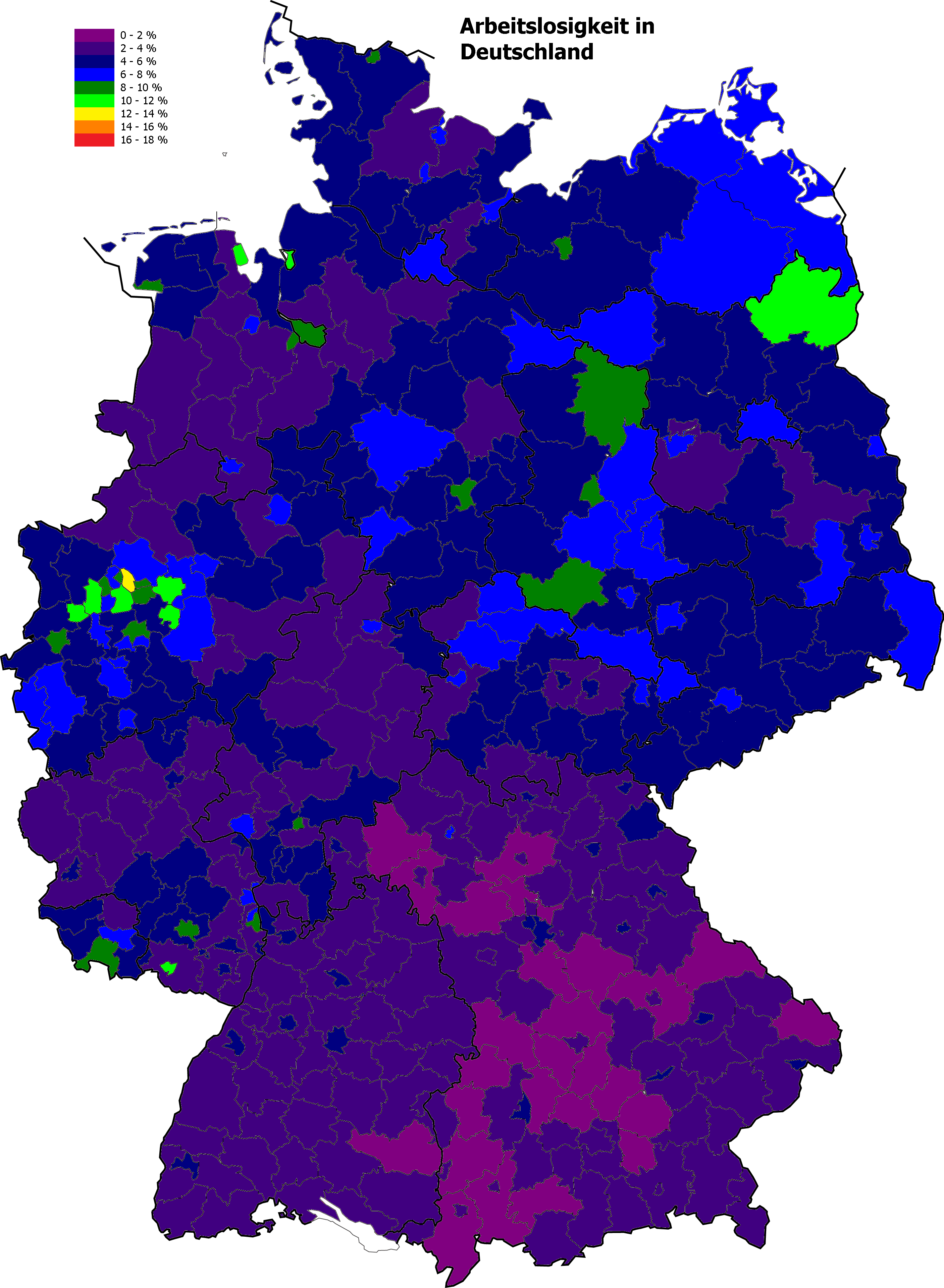
Oktober 2019 Bund: 4,8 % West: 4,6 % Ost: 6,1 %
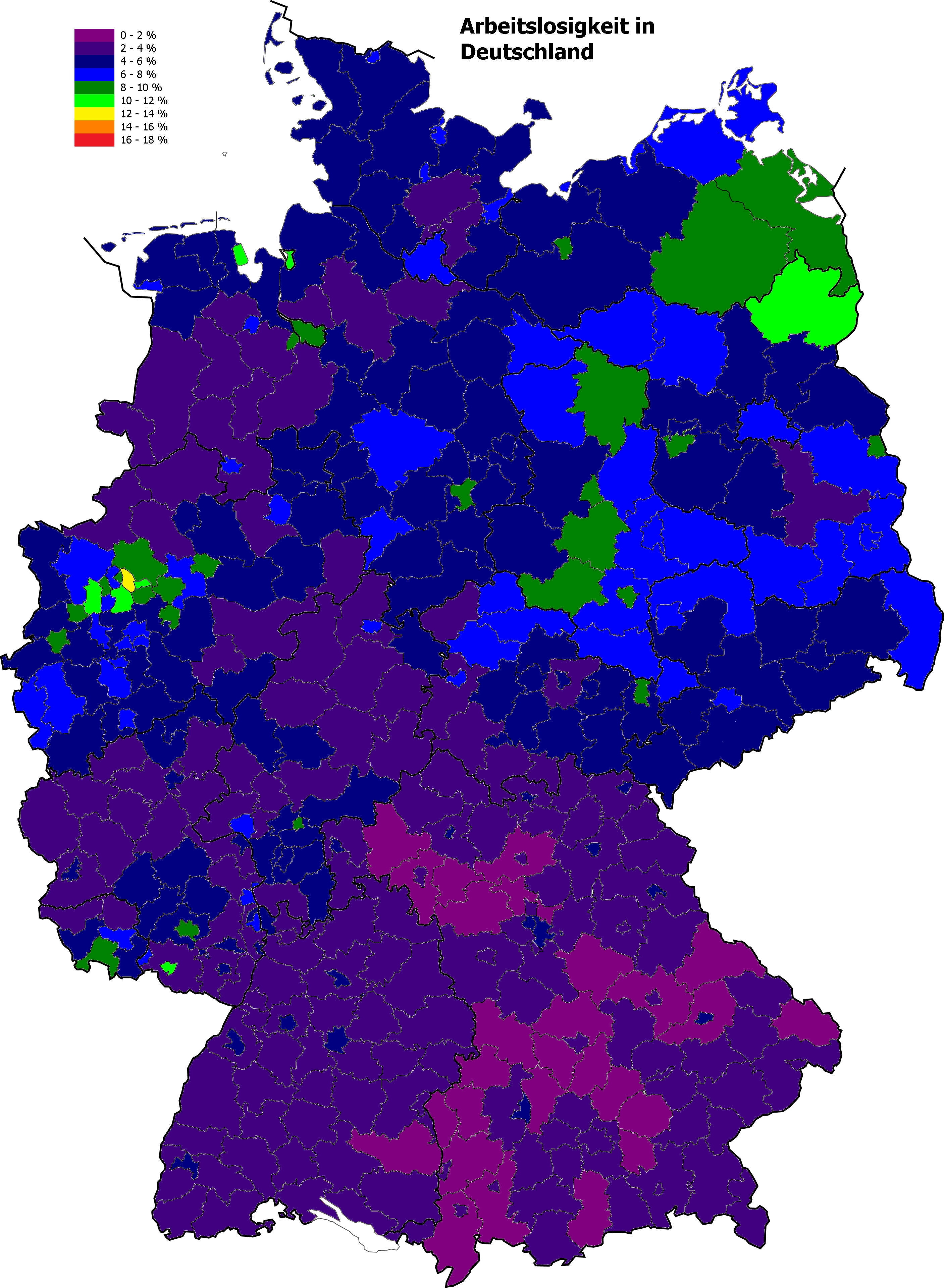
Oktober 2018 Bund: 4,9 % West: 4,5 % Ost: 6,4 %
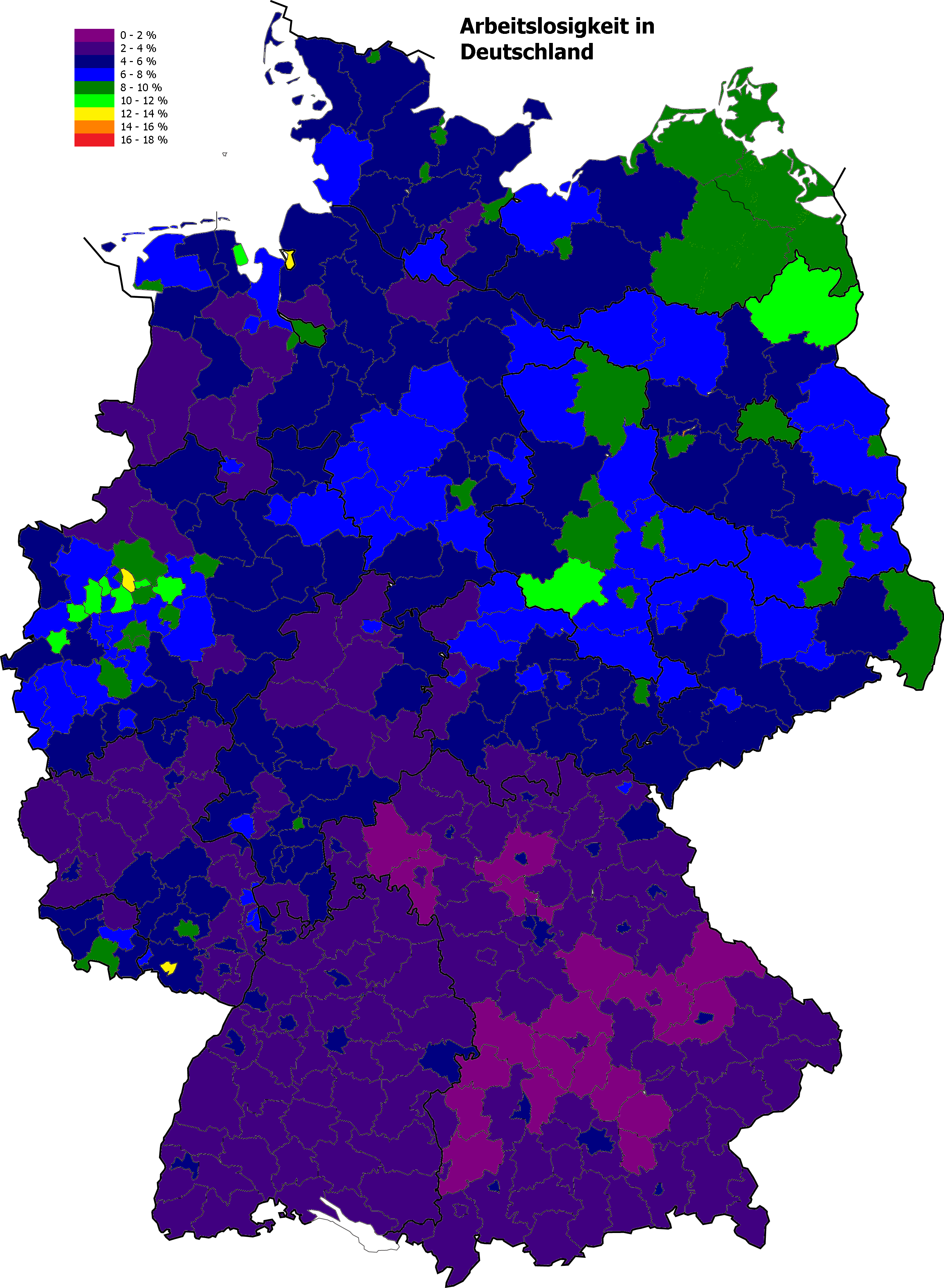
Oktober 2017 Bund: 5,4 % West: 5,0 % Ost: 7,0 %
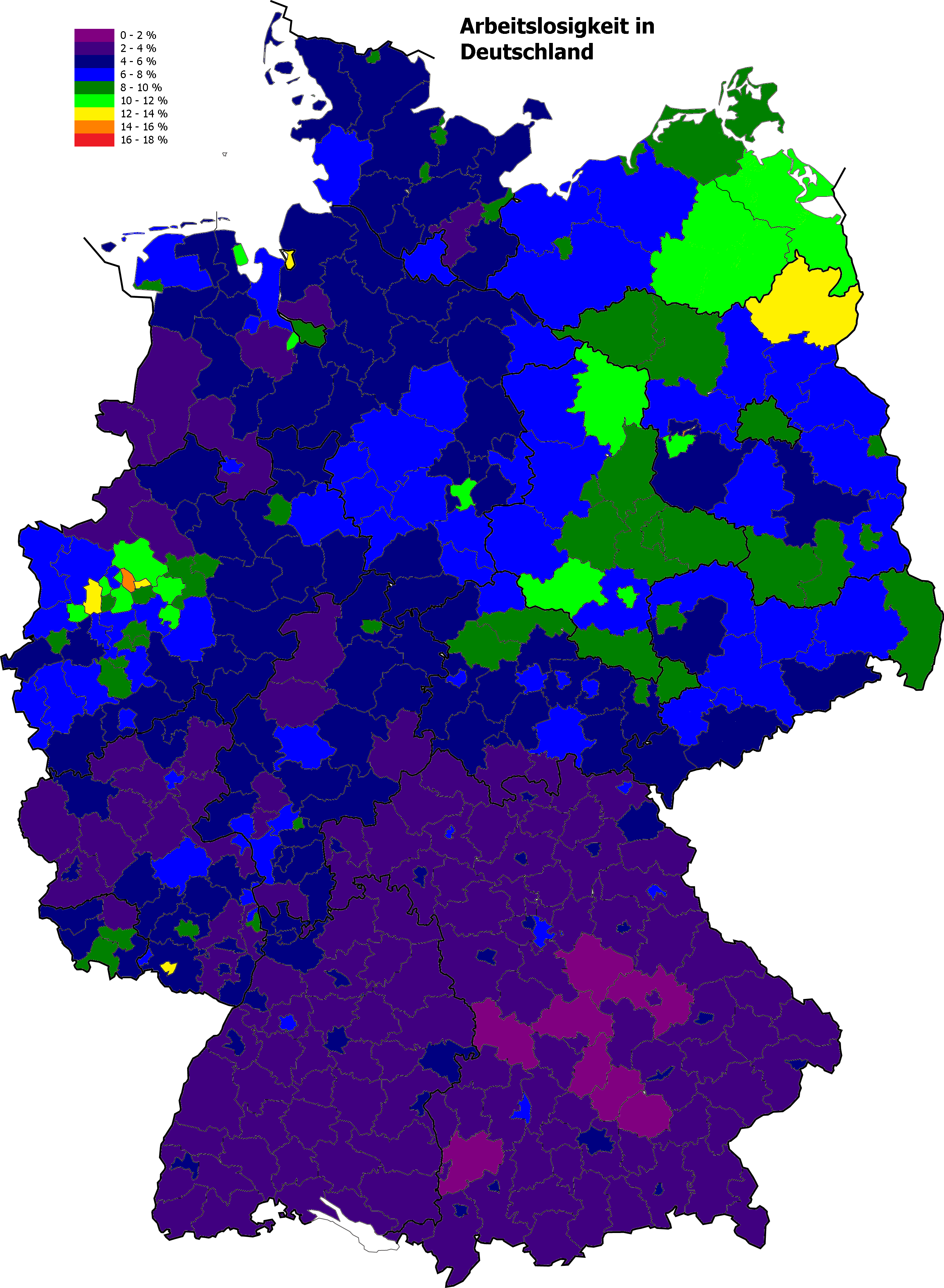
Oktober 2016 Bund: 5,8 % West: 5,3 % Ost: 7,7 %
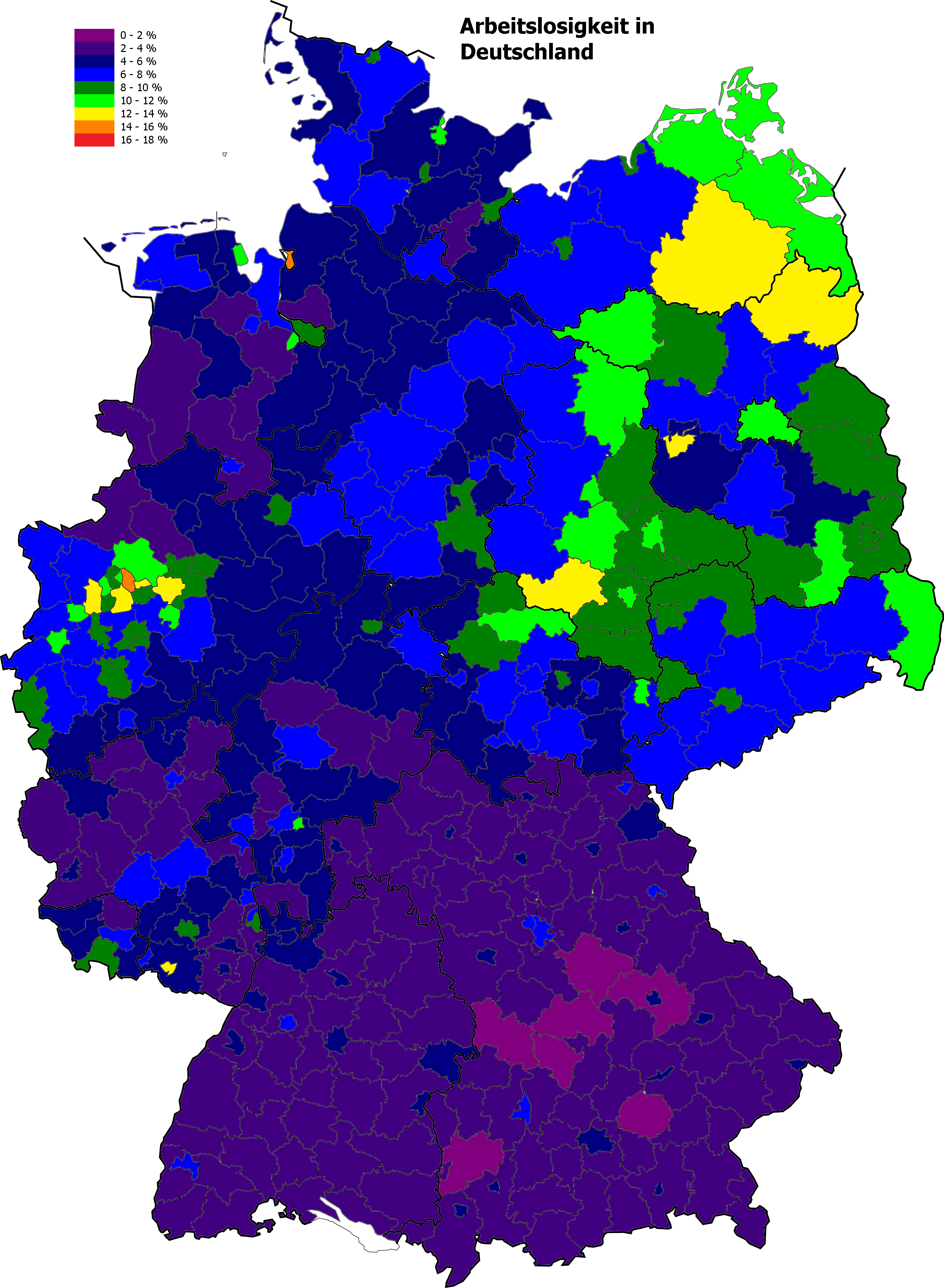
Oktober 2015 Bund: 6,0 % West: 5,5 % Ost: 8,6 %
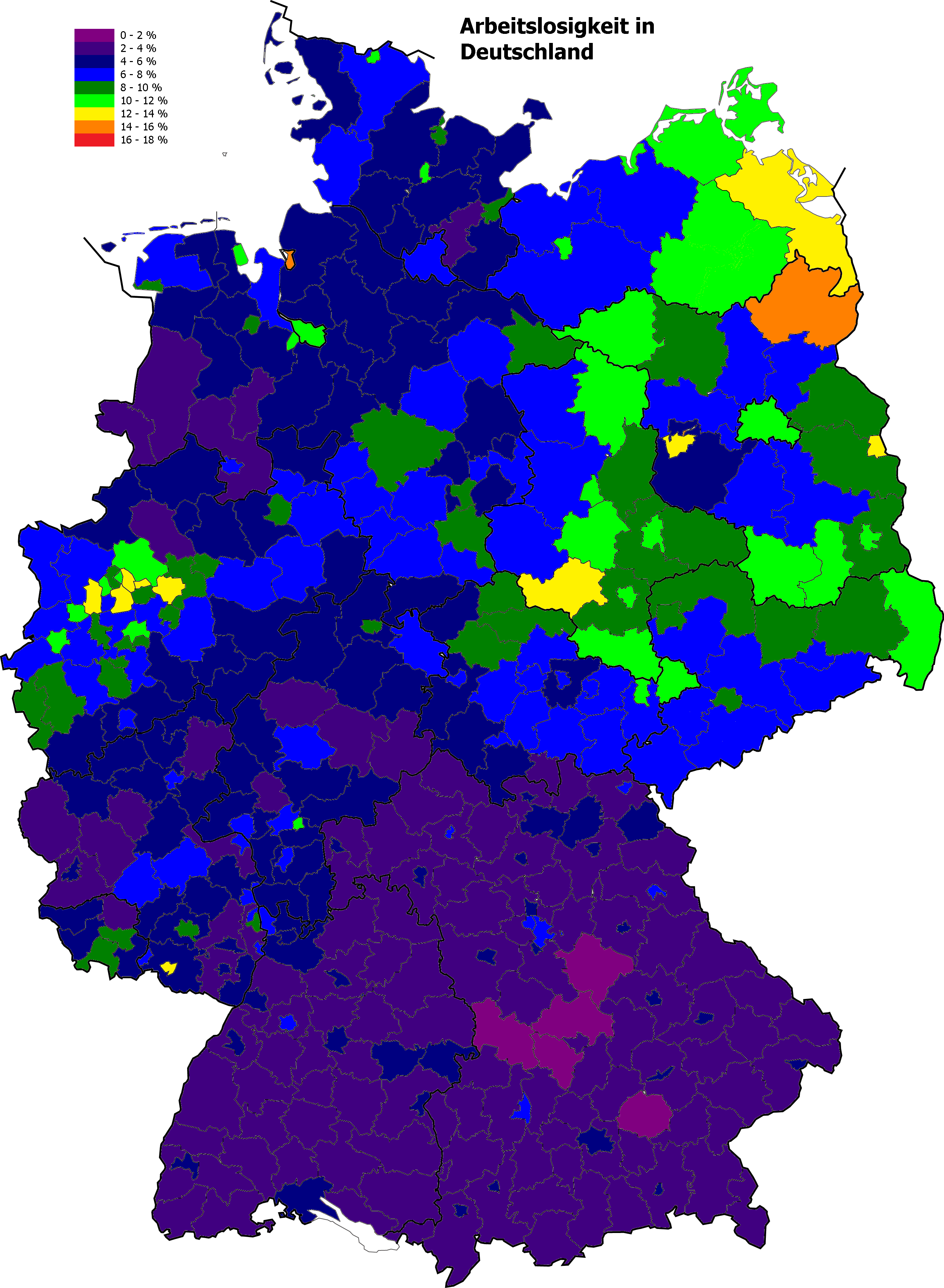
Oktober 2014 Bund: 6,3 % West: 5,6 % Ost: 9,0 %

Erwerbstätige und Arbeitslose
(Stand: September 2008)

Regionale Schwerpunkte der Arbeitslosigkeit in Deutschland sind vor allem das Ruhrgebiet einerseits und die ländlich-peripheren Regionen in Teilen Ostdeutschlands andererseits. Weiterhin sind einige stark vom Strukturwandel betroffene Städte von hoher lokaler Arbeitslosigkeit geprägt, etwa Bremerhaven und Pirmasens. Gebiete mit sehr geringer Arbeitslosigkeit sind vor allem die ländlichen Regionen in Bayern, Baden-Württemberg und Teilen Hessens, Niedersachsens und Rheinland-Pfalz'. Besonders stark rückläufig ist die Arbeitslosenzahl im ländlichen Raum (in West- und Ostdeutschland) aufgrund des demografischen Wandels und der sinkenden Zahl von Erwerbspersonen insgesamt in diesen Gebieten.
Die Tabelle wird in 4-Prozent-Schritten eingefärbt:
| ab 24 % | ab 20 % | ab 16 % | ab 12 % | ab 8 % | ab 4 % | unter 4 % | sonstige Angaben/Zwischensummen |

| #                          | Land                       | Ost/West                   | Juli 2025   | Juli 2025 | Juni 2025   | Juni 2025 |
| #                          | Land                       | Ost/West                   | Arbeitslose | Quote     | Arbeitslose | Quote     |
| -------------------------- | -------------------------- | -------------------------- | ----------- | --------- | ----------- | --------- |
| 1                          | Bayern                     | West                       | 307.421     | 3,9 %     | 301.888     | 3,8 %     |
| 2                          | Baden-Württemberg          | West                       | 287.502     | 4,5 %     | 282.093     | 4,4 %     |
| 3                          | Rheinland-Pfalz            | West                       | 125.711     | 5,6 %     | 123.404     | 5,5 %     |
| 4                          | Hessen                     | West                       | 200.364     | 5,6 %     | 197.982     | 5,5 %     |
| 5                          | Schleswig-Holstein         | West                       | 94.830      | 5,8 %     | 93.321      | 5,7 %     |
| 6                          | Niedersachsen              | West                       | 269.997     | 6,0 %     | 265.444     | 5,9 %     |
| 7                          | Brandenburg                | Ost                        | 85.763      | 6,3 %     | 83.215      | 6,1 %     |
| 8                          | Thüringen                  | Ost                        | 69.514      | 6,3 %     | 68.240      | 6,2 %     |
| 9                          | Sachsen                    | Ost                        | 145.332     | 6,8 %     | 142.011     | 6,6 %     |
| 10                         | Saarland                   | West                       | 38.892      | 7,3 %     | 38.204      | 7,2 %     |
| 11                         | Nordrhein-Westfalen        | West                       | 778.201     | 7,7 %     | 769.045     | 7,6 %     |
| 12                         | Sachsen-Anhalt             | Ost                        | 86.417      | 7,8 %     | 84.231      | 7,6 %     |
| 13                         | Mecklenburg-Vorpommern     | Ost                        | 64.875      | 7,9 %     | 63.402      | 7,8 %     |
| 14                         | Hamburg                    | West                       | 92.254      | 8,2 %     | 90.711      | 8,1 %     |
| 15                         | Berlin                     | Ost                        | 213.480     | 10,1 %    | 209.935     | 9,9 %     |
| 16                         | Bremen                     | West                       | 42.609      | 11,4 %    | 41.893      | 11,2 %    |
| Ostdeutschland             | Ostdeutschland             | Ostdeutschland             | 665.381     | 7,7 %     | 651.034     | 7,5 %     |
| Westdeutschland            | Westdeutschland            | Westdeutschland            | 2.244.070   | 5,9 %     | 2.210.668   | 5,8 %     |
| Bundesrepublik Deutschland | Bundesrepublik Deutschland | Bundesrepublik Deutschland | 2.979.451   | 6,3 %     | 2.861.702   | 6,1 %     |

QuelleAktuell
QuelleVergleichszahlen

#### Entwicklung der Arbeitslosenquote in Deutschland
Die Arbeitslosenquote hat sich in Deutschland seit 1960 wie folgt entwickelt. Quelle: Bundesagentur für Arbeit (BA). Die Werte bis 1990 sind nur die Westdeutschlands, die ab 1991 die Gesamtdeutschlands (Ost- und Westdeutschland).

Entwicklung der Arbeitslosenquote in Deutschland von 1960 bis 2013 (Werte bis 1990 nur West-, ab 1991 Gesamtdeutschland; Quelle: Bundesagentur für Arbeit (BA))

Anschließend fiel die Arbeitslosenquote in Deutschland von 2013 bis 2017 kontinuierlich ab: sie lag bei 6,9 % (2013), 6,7 % (2014), 6,4 % (2015), 6,1 % (2016) und 5,7 % (2017) – niedrigere Werte wurden zuletzt Anfang der 1980er Jahre erreicht.
Parallel sollte man das Arbeitsvolumen pro Kopf in Deutschland betrachten. Es ist zwischen 1960 und 2010 um 30 Prozent gefallen.

#### Historische Zahlen zur Arbeitslosigkeit in Deutschland

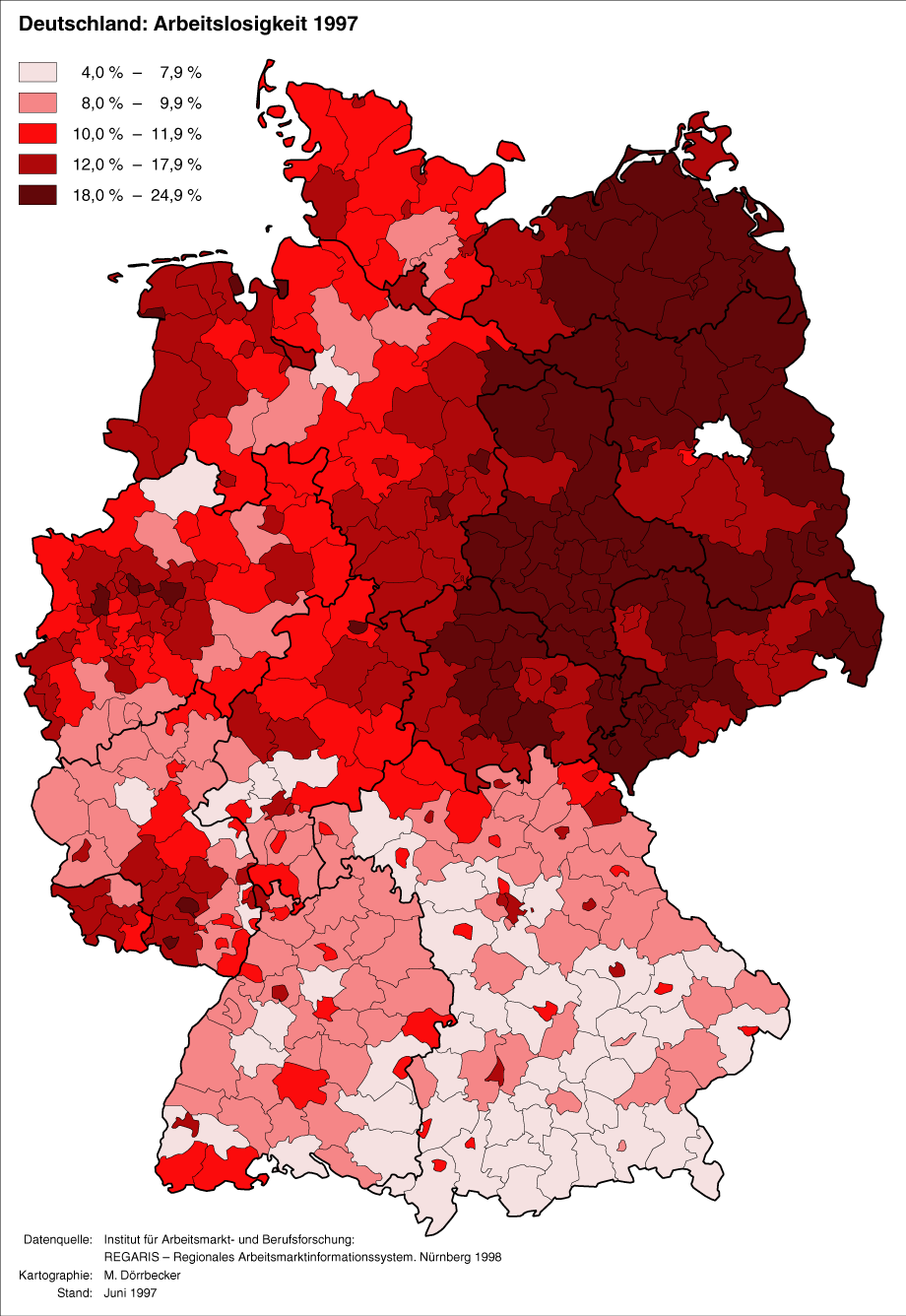
Regionale Unterschiede in der Arbeitslosigkeit (Stand: 1997)

In der folgenden Tabelle sind die registrierten Arbeitslosen, die Arbeitslosenquote und die Arbeitszeit in Deutschland seit 1950 aufgeführt (Jahresdurchschnitt).
Die offizielle Arbeitszeit (herausgegeben vom Statistischen Bundesamt) wird als durchschnittliche jährliche Arbeitszeit der Beschäftigten angegeben (AZ = Arbeitsvolumen durch Anzahl der Beschäftigten).
Die durchschnittliche jährliche Arbeitszeit der Erwerbspersonen kann angegeben werden als AZ* = Arbeitsvolumen durch Anzahl der Erwerbspersonen.
Die Arbeitslosenquote wird folgendermaßen definiert:
Daraus folgt die durchschnittliche Arbeitszeit der Erwerbspersonen:
| Jahr | Deutschland | Deutschland | Deutschland | Deutschland | Westdeutschland | Westdeutschland | Westdeutschland | Westdeutschland | Ostdeutschland | Ostdeutschland | Ostdeutschland | Ostdeutschland |
| Jahr | Anzahl      | Quote in %  | AZ in h     | AZ* in h    | Anzahl          | Quote in %      | AZ in h         | AZ* in h        | Anzahl         | Quote in %     | AZ in h        | AZ* in h       |
| ---- | ----------- | ----------- | ----------- | ----------- | --------------- | --------------- | --------------- | --------------- | -------------- | -------------- | -------------- | -------------- |
| 2018 | 2.340.082   | 5,2         |             |             | 1.758.627       | 4,8             |                 |                 | 581.455        | 6,9            |                |                |
| 2017 | 2.532.837   | 5,7         |             |             | 1.894.294       | 5,3             |                 |                 | 638.543        | 7,6            |                |                |
| 2016 | 2.690.975   | 6,1         |             |             | 1.978.672       | 5,6             |                 |                 | 712.303        | 8,5            |                |                |
| 2015 | 2.794.664   | 6,4         |             |             | 2.020.503       | 5,7             |                 |                 | 774.162        | 9,2            |                |                |
| 2014 | 2.898.388   | 6,7         |             |             | 2.074.553       | 5,9             |                 |                 | 823 835        | 9,8            |                |                |
| 2013 | 2.950.338   | 6,9         |             |             | 2.080.342       | 6,0             |                 |                 | 869.995        | 10,3           |                |                |
| 2012 | 2.896.985   | 6,8         |             |             | 1.999.837       | 5,9             |                 |                 | 897.148        | 10,7           |                |                |
| 2011 | 2.980.000   | 7,1         |             |             | 2.020.087       | 6,0             |                 |                 | 949.749        | 11,3           |                |                |
| 2010 | 3.244.470   | 7,7         |             |             | 2.231.694       | 6,6             |                 |                 | 1.012.775      | 12,0           |                |                |
| 2009 | 3.423.283   | 8,2         |             |             | 2.320.209       | 6,9             |                 |                 | 1.103.074      | 13,0           |                |                |
| 2008 | 3.267.907   | 7,8         |             |             | 2.144.651       | 6,4             |                 |                 | 1.123.256      | 13,1           |                |                |
| 2007 | 3.773.691   | 10,1        | 1432,6      | 1287,9      | 2.484.283       | 8,4             |                 |                 | 1.289.408      | 16,8           |                |                |
| 2006 | 4.486.940   | 12,0        | 1432,6      | 1260,7      | 3.006.952       | 10,2            |                 |                 | 1.479.988      | 19,2           |                |                |
| 2005 | 4.860.234   | 13,0        | 1435,0      | 1248,4      | 3.246.097       | 11,0            |                 |                 | 1.614.137      | 20,6           |                |                |
| 2004 | 4.381.042   | 11,7        | 1441,8      | 1273,1      | 2.781.347       | 9,4             | 1425,7          | 1291,7          | 1.599.695      | 20,1           | 1463,9         | 1169,7         |
| 2003 | 4.376.028   | 11,6        | 1438,8      | 1271,9      | 2.752.589       | 9,3             | 1424,3          | 1291,8          | 1.623.439      | 20,1           | 1467,4         | 1172,5         |
| 2002 | 4.060.317   | 10,8        | 1441,1      | 1285,5      | 2.497.678       | 8,5             | 1421,4          | 1300,6          | 1.562.639      | 19,2           | 1467,1         | 1185,4         |
| 2001 | 3.852.564   | 10,4        | 1453,7      | 1302,5      | 2.320.500       | 8,0             | 1431,4          | 1316,9          | 1.532.064      | 18,8           | 1482,9         | 1204,1         |
| 2000 | 3.889.695   | 10,7        | 1467,9      | 1310,8      | 2.380.987       | 8,4             | 1442,5          | 1321,3          | 1.508.707      | 18,6           | 1505,3         | 1225,3         |
| 1999 | 4.100.499   | 11,7        | 1486,2      | 1312,3      | 2.604.720       | 9,6             | 1456,7          | 1316,9          | 1.495.779      | 18,7           | 1528,0         | 1242,3         |
| 1998 | 4.280.630   | 12,3        | 1497,8      | 1313,6      | 2.751.535       | 10,3            | 1465,4          | 1314,5          | 1.529.095      | 19,2           | 1543,9         | 1247,5         |
| 1997 | 4.384.456   | 12,7        | 1503,5      | 1312,6      | 2.870.021       | 10,8            | 1471,4          | 1312,5          | 1.514.435      | 19,1           | 1553,8         | 1257,0         |
| 1996 | 3.965.064   | 11,5        | 1513,0      | 1339,0      | 2.646.442       | 9,9             | 1477,4          | 1331,1          | 1.318.622      | 16,6           | 1565,8         | 1305,9         |
| 1995 | 3.611.921   | 10,4        | 1529,3      | 1370,3      | 2.427.083       | 9,1             | 1494,4          | 1358,4          | 1.184.838      | 14,8           | 1593,1         | 1357,3         |
| 1994 | 3.698.057   | 10,6        | 1513,0      | 1352,6      | 2.426.276       | 9,0             | 1506,5          | 1370,9          | 1.271.781      | 15,7           | 1629,2         | 1373,4         |
| 1993 | 3.419.141   | 9,8         | 1529,3      | 1379,4      | 2.149.465       | 8,0             | 1506,1          | 1385,6          | 1.269.676      | 15,4           | 1648,0         | 1394,2         |
| 1992 | 2.978.570   | 8,5         | 1543,4      | 1412,2      | 1.699.273       | 6,4             | 1531,7          | 1433,7          | 1.279.297      | 14,4           | 1642,7         | 1406,2         |
| 1991 | 2.602.203   | 7,3         | 1546,3      | 1433,4      | 1.596.457       | 6,2             | 1542,3          | 1446,7          | 1.005.746      | 10,2           | 1497,6         | 1344,8         |
| 1990 | –           | –           | –           | –           | 1.883.147       | 7,2             | 1566,0          | 1453,2          | –              | –              | –              | –              |
| 1989 | –           | –           | –           | –           | 2.037.781       | 7,9             | 1589,1          | 1463,6          | –              | –              | –              | –              |
| 1988 | –           | –           | –           | –           | 2.241.556       | 8,7             | 1612,5          | 1472,2          | –              | –              | –              | –              |
| 1987 | –           | –           | –           | –           | 2.228.788       | 8,9             | 1617,6          | 1473,6          | –              | –              | –              | –              |
| 1986 | –           | –           | –           | –           | 2.228.004       | 9,0             | 1639,5          | 1491,5          | –              | –              | –              | –              |
| 1985 | –           | –           | –           | –           | 2.304.014       | 9,3             | 1658,5          | 1504,3          | –              | –              | –              | –              |
| 1984 | –           | –           | –           | –           | 2.265.559       | 9,1             | 1680,8          | 1527,8          | –              | –              | –              | –              |
| 1983 | –           | –           | –           | –           | 2.258.235       | 9,1             | 1691,6          | 1537,7          | –              | –              | –              | –              |
| 1982 | –           | –           | –           | –           | 1.833.244       | 7,5             | 1702,1          | 1574,4          | –              | –              | –              | –              |
| 1981 | –           | –           | –           | –           | 1.271.574       | 5,5             | 1716,8          | 1622,4          | –              | –              | –              | –              |
| 1980 | –           | –           | –           | –           | 888.900         | 3,8             | 1739,1          | 1673,0          | –              | –              | –              | –              |
| 1979 | –           | –           | –           | –           | 876.137         | 3,8             | 1758,4          | 1691,6          | –              | –              | –              | –              |
| 1978 | –           | –           | –           | –           | 992.948         | 4,3             | 1771,9          | 1695,7          | –              | –              | –              | –              |
| 1977 | –           | –           | –           | –           | 1.029.995       | 4,5             | 1794,1          | 1713,4          | –              | –              | –              | –              |
| 1976 | –           | –           | –           | –           | 1.060.336       | 4,6             | 1809,4          | 1726,2          | –              | –              | –              | –              |
| 1975 | –           | –           | –           | –           | 1.074.217       | 4,7             | 1797,1          | 1712,6          | –              | –              | –              | –              |
| 1974 | –           | –           | –           | –           | 582.481         | 2,6             | 1836,5          | 1788,8          | –              | –              | –              | –              |
| 1973 | –           | –           | –           | –           | 273.498         | 1,2             | 1869,5          | 1847,1          | –              | –              | –              | –              |
| 1972 | –           | –           | –           | –           | 246.433         | 1,1             | 1899,8          | 1878,9          | –              | –              | –              | –              |
| 1971 | –           | –           | –           | –           | 185.072         | 0,8             | 1924,7          | 1909,3          | –              | –              | –              | –              |
| 1970 | –           | –           | –           | –           | 148.846         | 0,7             | 1956,4          | 1942,7          | –              | –              | –              | –              |
| 1969 | –           | –           | –           | –           | 178.579         | 0,9             | 1971,7          | 1954,0          | –              | –              | –              | –              |
| 1968 | –           | –           | –           | –           | 323.480         | 1,5             | 1991,3          | 1961,4          | –              | –              | –              | –              |
| 1967 | –           | –           | –           | –           | 459.489         | 2,1             | 2003,7          | 1961,6          | –              | –              | –              | –              |
| 1966 | –           | –           | –           | –           | 161.059         | 0,7             | 2041,1          | 2026,8          | –              | –              | –              | –              |
| 1965 | –           | –           | –           | –           | 147.352         | 0,7             | 2067,2          | 2052,7          | –              | –              | –              | –              |
| 1964 | –           | –           | –           | –           | 169.070         | 0,8             | 2081,3          | 2064,6          | –              | –              | –              | –              |
| 1963 | –           | –           | –           | –           | 185.646         | 0,8             | 2069,9          | 2053,3          | –              | –              | –              | –              |
| 1962 | –           | –           | –           | –           | 154.523         | 0,7             | 2100,1          | 2085,4          | –              | –              | –              | –              |
| 1961 | –           | –           | –           | –           | 180.855         | 0,8             | 2136,9          | 2119,8          | –              | –              | –              | –              |
| 1960 | –           | –           | –           | –           | 270.678         | 1,3             | 2163,3          | 2135,2          | 7.107          | 0,1            | –              | –              |
| 1959 | –           | –           | –           | –           | 539.942         | 2,6             | –               | –               | 10.433         | 0,1            | –              | –              |
| 1958 | –           | –           | –           | –           | 763.850         | 3,7             | –               | –               | 16.198         | 0,2            | –              | –              |
| 1957 | –           | –           | –           | –           | 753.711         | 3,7             | –               | –               | 37.914         | 0,5            | –              | –              |
| 1956 | –           | –           | –           | –           | 876.287         | 4,4             | –               | –               | 40.763         | 0,5            | –              | –              |
| 1955 | –           | –           | –           | –           | 1.073.576       | 5,6             | –               | –               | 43.634         | 0,5            | –              | –              |
| 1954 | –           | –           | –           | –           | 1.410.717       | 7,6             | –               | –               | 54.277         | 0,7            | –              | –              |
| 1953 | –           | –           | –           | –           | 1.491.000       | 8,4             | –               | –               | 90.876         | 1,1            | –              | –              |
| 1952 | –           | –           | –           | –           | 1.651.915       | 9,5             | –               | –               | 107.162        | 1,3            | –              | –              |
| 1951 | –           | –           | –           | –           | 1.713.887       | 10,4            | –               | –               | 243.351        | 3,0            | –              | –              |
| 1950 | –           | –           | –           | –           | 1.868.504       | 11,0            | –               | –               | 325.400        | 4,1            | –              | –              |

Quelle:

#### Kritik an den offiziellen Zahlen der Statistik
Hans Jörg Duppré vom Deutschen Landkreistag kritisierte im April 2010, dass die angebliche positive Entwicklung auf dem Arbeitsmarkt ein Trugbild sei, da die Zahl der ALG II-Empfänger stetig gestiegen sei. So sei die Zahl der Hilfeempfänger im April 2010 auf rund 7,4 Millionen gestiegen, in der Arbeitslosenstatistik jedoch seien lediglich rund 2,5 Millionen Menschen erfasst.
Zudem wurde kritisiert, dass die Zahl der Hartz-IV-Bezieher bislang auf die Langzeitarbeitslosen verengt werde. Bereits rein subventionierte Planstellen mit mehr als 15 Wochenstunden, wie Ein-Euro-Jobs, Kranke oder Ausbildungsplatzsuchende etwa fänden sich dagegen nicht in der Arbeitslosenstatistik wieder, obwohl ihre Lage oft nicht besser sei. Gleiches gelte für Erwerbstätige im Niedriglohnbereich, die zusätzlich auf Hartz IV angewiesen seien. Ebenfalls werden Arbeitslose, die an Weiterbildungen teilnehmen, bereits seit längerem nicht als arbeitslos gezählt. Auch Arbeitslose, die älter als 58 sind, erscheinen nicht in der offiziellen Statistik. Im Mai 2009 kam eine weitere Ausnahme hinzu: Wenn private Arbeitsvermittler tätig werden, taucht der von ihnen betreute Arbeitslose ebenfalls nicht in der Arbeitslosenstatistik auf. Das Institut für Arbeitsmarkt- und Berufsforschung (IAB) sowie das Statistische Bundesamt ermittelte eine sogenannte „Stille Reserve“. Damit sind Teilnehmer der Qualifizierungs- und Weiterbildungsmaßnahmen der Arbeitsmarktpolitik gemeint sowie all jene, die arbeiten wollen, aber nicht in der Statistik auftauchen. Die sogenannte „Stille Reserve“ beläuft sich laut Schätzungen beider Institute auf etwa 1,1 bis 1,4 Millionen zusätzliche Arbeitslose.
Kritisiert wird auch, dass durch vermehrte Nutzung von Zeitarbeit seitens der Bundesagentur für Arbeit die tatsächliche Anzahl von Arbeitslosen deutlich nach unten gesenkt werde. 2012 sind bereits rund 1 Million Arbeitnehmer bei Zeitarbeitsfirmen beschäftigt. Arbeitslose können damit zwar selbst mit geringen Qualifikationen zunächst ihre Arbeitslosigkeit beenden, doch Zeitarbeit erweist sich entgegen dem oft propagierten Klebeeffekt tatsächlich nur selten als ein Sprungbrett in den regulären Job. Der Schritt von der Leiharbeit zur konventionellen Beschäftigung gelingt nach einer IAB-Studie nur einem kleinen Teil vorher arbeitsloser Personen für einen Zeitraum von zwei Jahren nach der Überlassung. Mitarbeiter bei Zeitarbeitsfirmen tauchen zwar nicht mehr in der Arbeitslosenstatistik auf, dies habe jedoch für einen Großteil nur einen vorübergehenden Effekt. Statt einer Übernahmequote von etwa 30 % wird mittlerweile ein Wert von 7 % als realistisch betrachtet.

### Österreich
Die folgenden Zahlen wurden nach der nationalen österreichischen Methode berechnet. Dies bedeutet, dass die beim Arbeitsamt vorgemerkten Arbeitslosen in Relation zu den beim Hauptverband der Sozialversicherungsträger (HV) erfassten unselbstständig Beschäftigten in Relation gesetzt werden. Diese Berechnungsmethode unterscheidet sich somit grundlegend vom LF-Konzept.
Die Tabelle wird in 4-Prozent-Schritten eingefärbt:
| ab 24 % | ab 20 % | ab 16 % | ab 12 % | ab 8 % | ab 4 % | unter 4 % | sonstige Angaben/Zwischensummen |

| Land             | März 2024   | März 2024 | 2016        | 2016   | 2015        | 2015   | 2014        | 2014   | 2013        | 2013   | 2012        | 2012  |
| Land             | Arbeitslose | Quote     | Arbeitslose | Quote  | Arbeitslose | Quote  | Arbeitslose | Quote  | Arbeitslose | Quote  | Arbeitslose | Quote |
| ---------------- | ----------- | --------- | ----------- | ------ | ----------- | ------ | ----------- | ------ | ----------- | ------ | ----------- | ----- |
| Burgenland       | 8.221       | 6,4 %     | 10.306      | 9,3 %  | 10.263      | 9,3 %  | 9.598       | 8,9 %  | 9.085       | 8,5 %  | 8.149       | 7,8 % |
| Kärnten          | 18.435      | 7,4 %     | 25.463      | 10,9 % | 25.670      | 11,1 % | 24.666      | 10,8 % | 23.330      | 10,2 % | 20.853      | 9,1 % |
| Niederösterreich | 44.451      | 5,7 %     | 59.851      | 9,1 %  | 58.522      | 9,1 %  | 53.608      | 8,4 %  | 48.950      | 7,8 %  | 44.461      | 7,1 % |
| Oberösterreich   | 33.646      | 3,8 %     | 41.716      | 6,1 %  | 41.192      | 6,1 %  | 37.483      | 5,7 %  | 33.270      | 5,1 %  | 28.995      | 4,7 % |
| Salzburg         | 10.957      | 3,4 %     | 14.870      | 5,6 %  | 15.450      | 5,9 %  | 14.672      | 5,7 %  | 13.114      | 5,1 %  | 11.894      | 4,7 % |
| Steiermark       | 34.981      | 5,3 %     | 44.388      | 8,2 %  | 44.461      | 8,3 %  | 41.858      | 7,9 %  | 38.708      | 7,4 %  | 35.101      | 6,8 % |
| Tirol            | 14.147      | 3,5 %     | 22.276      | 6,4 %  | 23.845      | 7,0 %  | 23.242      | 6,9 %  | 21.190      | 6,4 %  | 19.329      | 5,9 % |
| Vorarlberg       | 9.590       | 4,6 %     | 10.067      | 5,9 %  | 10.243      | 6,1 %  | 9.827       | 6,0 %  | 9.331       | 5,8 %  | 8.845       | 5,6 % |
| Wien             | 117.040     | 10,3 %    | 128.375     | 13,6 % | 124.685     | 13,5 % | 104.404     | 11,6 % | 90.230      | 10,2 % | 83.016      | 9,5 % |
| Österreich       | 291.468     | 6,2 %     | 357.313     | 9,1 %  | 354.332     | 9,1 %  | 319.357     | 8,4 %  | 287.207     | 7,6 %  | 260.643     | 7,0 % |

Quelle: Arbeitsmarktservice Österreich

### Schweiz
Auch in der Schweiz erfassen die Statistiken nicht alle, die ohne Arbeit sind, (auch) weil sie sich nicht als Arbeitslose melden – «In der Schweiz gibt es doppelt so viele Arbeitslose, wie registriert sind, fast 5 Prozent der Bevölkerung», so die NZZ im August 2018. Als gemeldete Arbeitslose gelten Personen die bei einem Regionalen Arbeitsvermittlungszentrum (RAV) gemeldet sind und nur diese werden vom Staatssekretariat für Wirtschaft (SECO) erfasst. Hingegen werden vom Bundesamt für Statistik (BFS) auch die Arbeitssuchenden erfasst, die nicht beim RAV gemeldet sind. Die Unterbeschäftigten werden weder beim SECO noch beim BFS erfasst. Deshalb liegt die eigentliche Arbeitsmangelquote laut einer Schätzung bei gut 13 Prozent.
Die Tabelle wird in 4-Prozent-Schritten eingefärbt:
| ab 24 % | ab 20 % | ab 16 % | ab 12 % | ab 8 % | ab 4 % | unter 4 % | sonstige Angaben/Zwischensummen |

| Kanton                           | April 2024  | April 2024        | Oktober 2018 | Oktober 2018      |
| Kanton                           | Arbeitslose | Arbeitslosenquote | Arbeitslose  | Arbeitslosenquote |
| -------------------------------- | ----------- | ----------------- | ------------ | ----------------- |
| Genf                             | 10'540      | 4,2 %             | 10'116       | 4,3 %             |
| Jura                             | 1'407       | 3,9 %             | 1'243        | 3,4 %             |
| Basel-Stadt                      | 3'796       | 3,8 %             | 3'131        | 3,2 %             |
| Waadt                            | 15'261      | 3,7 %             | 14'022       | 3,5 %             |
| Neuenburg                        | 2'898       | 3,3 %             | 3'684        | 4,0 %             |
| Schaffhausen                     | 1'141       | 2,6 %             | 1'333        | 3,1 %             |
| Aargau                           | 9'489       | 2,5 %             | 8'919        | 2,5 %             |
| Wallis                           | 4'466       | 2,5 %             | 4'429        | 2,5 %             |
| Tessin                           | 4'106       | 2,5 %             | 4'713        | 2,8 %             |
| Freiburg                         | 3'938       | 2,3 %             | 4'122        | 2,5 %             |
| Solothurn                        | 3'259       | 2,2 %             | 2'865        | 2,0 %             |
| Basel-Landschaft                 | 3'180       | 2,2 %             | 2'921        | 2,0 %             |
| Zürich                           | 17'779      | 2,1 %             | 18'895       | 2,3 %             |
| Thurgau                          | 3'258       | 2,1 %             | 2'877        | 1,9 %             |
| Zug                              | 1'438       | 2,0 %             | 1'445        | 2,1 %             |
| Bern                             | 9'342       | 1,7 %             | 9'809        | 1,7 %             |
| St. Gallen                       | 4'803       | 1,7 %             | 5'232        | 1,9 %             |
| Luzern                           | 3'404       | 1,5 %             | 3'577        | 1,6 %             |
| Appenzell Ausserrhoden           | 399         | 1,3 %             | 462          | 1,5 %             |
| Glarus                           | 288         | 1,3 %             | 346          | 1,5 %             |
| Graubünden                       | 1'337       | 1,2 %             | 1'511        | 1,4 %             |
| Schwyz                           | 832         | 0,9 %             | 1'077        | 1,2 %             |
| Nidwalden                        | 208         | 0,9 %             | 236          | 1,0 %             |
| Uri                              | 174         | 0,9 %             | 141          | 0,7 %             |
| Obwalden                         | 153         | 0,7 %             | 155          | 0,7 %             |
| Appenzell Innerrhoden            | 61          | 0,7 %             | 54           | 0,6 %             |
| Deutschschweiz                   | 64'341      | 2,0 %             | 64'986       | 2,0 %             |
| Romandie und Tessin              | 42'616      | 3,3 %             | 42'329       | 3,3 %             |
| Schweizerische Eidgenossenschaft | 106'957     | 2,3 %             | 107'315      | 2,4 %             |

| Kanton                 | 1990 | 1991 | 1992 | 1993 | 1994 | 1995 | 1996 | 1997 | 1998 | 1999 | 2000 | 2001 | 2002 | 2003 | 2004 | 2005 | 2006 |
| ---------------------- | ---- | ---- | ---- | ---- | ---- | ---- | ---- | ---- | ---- | ---- | ---- | ---- | ---- | ---- | ---- | ---- | ---- |
| Total                  | 0,5  | 1,1  | 2,5  | 4,5  | 4,7  | 4,2  | 4,7  | 5,2  | 3,9  | 2,7  | 1,8  | 1,7  | 2,5  | 3,7  | 3,9  | 3,8  | 3,3  |
| Zürich                 | 0,3  | 0,7  | 2,1  | 4,1  | 4,5  | 4,0  | 4,3  | 5,2  | 4,2  | 2,9  | 1,8  | 1,7  | 3,0  | 4,5  | 4,5  | 4,0  | 3,3  |
| Bern                   | 0,3  | 0,6  | 2,0  | 3,9  | 4,1  | 3,5  | 3,9  | 4,4  | 2,9  | 1,9  | 1,3  | 1,2  | 1,8  | 2,8  | 2,9  | 2,8  | 2,5  |
| Luzern                 | 0,3  | 0,7  | 1,9  | 3,6  | 3,6  | 3,2  | 4,0  | 4,3  | 2,9  | 1,9  | 1,3  | 1,2  | 2,0  | 3,1  | 3,2  | 3,1  | 2,7  |
| Uri                    | 0,0  | 0,2  | 0,8  | 1,6  | 1,6  | 1,6  | 2,3  | 2,4  | 1,5  | 1,0  | 0,5  | 0,4  | 0,7  | 1,1  | 1,2  | 1,3  | 1,1  |
| Schwyz                 | 0,1  | 0,4  | 1,2  | 2,4  | 2,3  | 2,0  | 2,9  | 2,8  | 2,1  | 1,5  | 0,7  | 0,6  | 1,2  | 2,1  | 2,3  | 2,3  | 2,0  |
| Obwalden               | 0,1  | 0,3  | 0,8  | 2,0  | 2,0  | 1,7  | 2,1  | 2,3  | 1,4  | 0,6  | 0,4  | 0,5  | 1,0  | 1,6  | 1,7  | 1,6  | 1,5  |
| Nidwalden              | 0,2  | 0,4  | 1,8  | 3,1  | 2,7  | 2,1  | 2,5  | 2,6  | 1,5  | 0,6  | 0,4  | 0,6  | 1,1  | 1,9  | 1,9  | 2,0  | 1,6  |
| Glarus                 | 0,1  | 0,4  | 1,3  | 2,3  | 2,0  | 2,0  | 3,3  | 2,9  | 2,0  | 1,5  | 0,9  | 0,7  | 1,6  | 2,3  | 2,4  | 2,5  | 2,3  |
| Zug                    | 0,3  | 0,7  | 2,0  | 3,8  | 3,5  | 2,8  | 3,4  | 3,9  | 3,1  | 2,3  | 1,1  | 1,4  | 2,7  | 3,6  | 3,4  | 3,2  | 2,5  |
| Freiburg               | 0,5  | 1,1  | 2,6  | 5,0  | 5,9  | 5,2  | 4,8  | 4,7  | 3,7  | 2,5  | 1,5  | 1,3  | 1,8  | 2,7  | 2,9  | 3,1  | 3,0  |
| Solothurn              | 0,2  | 0,7  | 2,5  | 4,6  | 4,4  | 3,5  | 4,6  | 6,0  | 3,7  | 2,5  | 1,6  | 1,4  | 2,3  | 3,3  | 3,6  | 3,4  | 2,9  |
| Basel-Stadt            | 1,2  | 1,9  | 3,6  | 5,5  | 5,7  | 4,9  | 4,7  | 4,9  | 3,7  | 2,5  | 2,1  | 2,2  | 3,0  | 4,3  | 4,6  | 4,1  | 3,7  |
| Basel-Landschaft       | 0,7  | 1,0  | 2,0  | 3,4  | 3,6  | 3,0  | 3,4  | 3,7  | 2,6  | 1,8  | 1,4  | 1,4  | 1,9  | 2,9  | 3,4  | 3,3  | 2,8  |
| Schaffhausen           | 0,6  | 1,3  | 2,5  | 4,3  | 4,2  | 3,8  | 4,5  | 5,3  | 4,1  | 2,8  | 1,7  | 1,6  | 2,3  | 3,1  | 3,4  | 3,3  | 2,9  |
| Appenzell Ausserrhoden | 0,2  | 0,5  | 1,5  | 2,8  | 2,6  | 1,9  | 2,3  | 2,5  | 1,4  | 0,9  | 0,8  | 0,9  | 1,6  | 2,1  | 2,3  | 2,2  | 1,9  |
| Appenzell Innerrhoden  | 0,0  | 0,3  | 0,9  | 1,6  | 1,2  | 0,8  | 1,5  | 1,9  | 0,8  | 0,5  | 0,3  | 0,3  | 0,8  | 1,4  | 1,6  | 1,5  | 1,1  |
| St. Gallen             | 0,3  | 0,8  | 2,0  | 3,4  | 3,3  | 2,8  | 3,5  | 4,0  | 2,8  | 2,2  | 1,4  | 1,3  | 2,1  | 3,0  | 3,1  | 3,0  | 2,5  |
| Graubünden             | 0,3  | 0,4  | 0,9  | 1,8  | 1,9  | 2,0  | 2,6  | 3,2  | 2,5  | 1,6  | 1,0  | 1,0  | 1,4  | 2,0  | 2,1  | 2,2  | 1,8  |
| Aargau                 | 0,2  | 0,5  | 1,6  | 3,4  | 3,3  | 2,9  | 3,8  | 4,7  | 3,0  | 2,1  | 1,4  | 1,2  | 2,1  | 3,3  | 3,4  | 3,3  | 2,9  |
| Thurgau                | 0,2  | 0,5  | 1,5  | 2,9  | 3,0  | 2,6  | 3,5  | 4,3  | 3,2  | 2,0  | 1,2  | 1,2  | 2,0  | 2,9  | 3,1  | 3,1  | 2,7  |
| Tessin                 | 1,5  | 2,4  | 4,4  | 6,3  | 6,5  | 6,7  | 7,6  | 7,8  | 6,3  | 4,4  | 3,1  | 2,6  | 3,5  | 4,2  | 4,5  | 4,9  | 4,9  |
| Waadt                  | 0,7  | 1,8  | 4,0  | 6,9  | 7,5  | 7,0  | 7,3  | 7,2  | 5,6  | 4,1  | 2,9  | 2,7  | 3,3  | 4,6  | 5,4  | 5,3  | 4,8  |
| Wallis                 | 0,9  | 1,7  | 3,6  | 6,5  | 7,4  | 7,0  | 6,7  | 6,9  | 4,7  | 3,5  | 2,2  | 2,1  | 2,6  | 3,4  | 3,8  | 4,0  | 3,5  |
| Neuenburg              | 1,1  | 2,4  | 4,6  | 6,3  | 6,5  | 5,8  | 5,5  | 6,3  | 5,3  | 3,9  | 2,3  | 2,1  | 3,3  | 4,4  | 4,5  | 4,3  | 4,1  |
| Genf                   | 1,2  | 2,7  | 4,7  | 7,2  | 7,6  | 6,9  | 6,8  | 7,8  | 6,1  | 5,1  | 4,1  | 4,0  | 5,1  | 6,5  | 7,1  | 7,4  | 7,0  |
| Jura                   | 0,7  | 1,9  | 3,6  | 5,9  | 6,4  | 5,4  | 6,2  | 6,6  | 3,9  | 2,8  | 1,9  | 2,0  | 3,6  | 4,8  | 4,6  | 4,2  | 3,8  |

### Andere Staaten
- Arbeitslosigkeit in Namibia
- Arbeitslosigkeit in den Niederlanden
- Arbeitsmarktstatistik der Vereinigten Staaten